# 定期乗車券

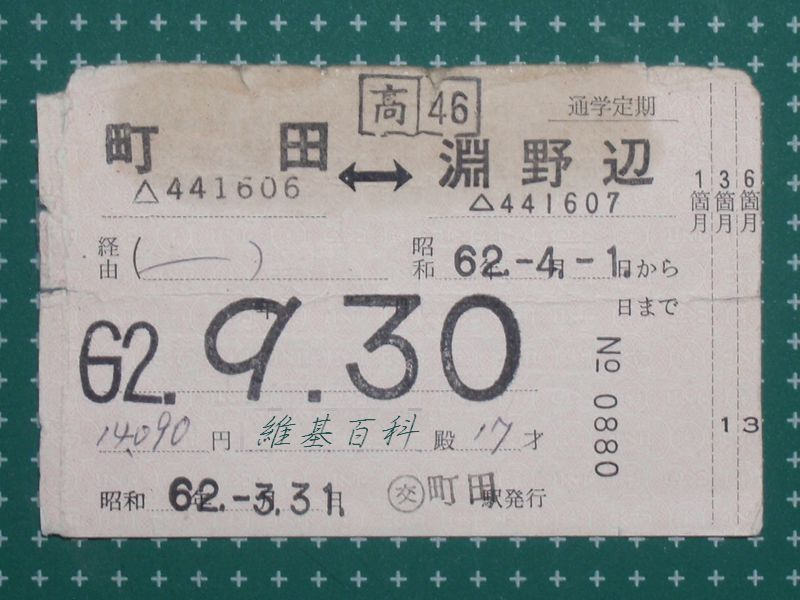
定期乗車券の例（日本国有鉄道）

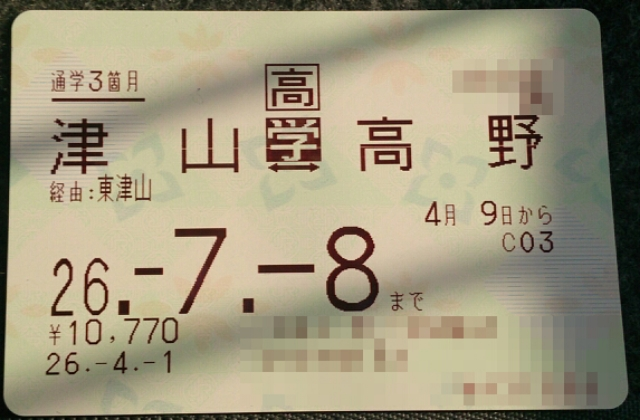
磁気定期乗車券の例（JR西日本）

定期乗車券（ていきじょうしゃけん、英語: commuter pass）とは、鉄道・バスなどの公共交通機関において、通勤・通学を主に特定の区間を繰り返し乗車する乗客を対象として、一定の期間を区切って発行される乗車券である。一般的に定期券（ていきけん）または定期（ていき）と略して呼ばれる。

## 概要
定期乗車券の運賃は、券面記載経路を、普通乗車券で有効期間内に1日1往復する場合の額より安価に設定されている。
利用には、券面記載氏名の本人が使用する場合のみ有効とする記名式が原則である。事業者によっては乗車時の所持者であれば誰でも有効とする持参人式を設定している場合がある。
基本的に紛失した場合は同一内容で再発行は出来ず、再度新規で購入する必要があるが、ICカード形式で発行した場合は手続きを行うことで再発行が可能であり、紛失したカードを無効にする事ができる。
定期乗車券は運賃体系に合わせて導入されている。日本においては、原則として券面記載経路しか乗車することができず、普通乗車券などで認められている選択乗車などのルールも一部を除き適用されていないが、その経路内の駅（停留所）であれば、原則として下車や乗車が可能である。イギリスのロンドン地下鉄などでは特定区間ではなくゾーン制の運賃となっており定期券も「ゾーン1内7日間有効」や「ゾーン2-3内1か月間有効」のような形態で発行される。 
自動改札機の普及に伴い、Suica、PASMOなどのICカードに定期券の情報を記録して、読み取り部分にタッチ（接触）させるだけで利用できるICカード式の定期乗車券も多い。この形式の乗車券は乗客の利便性を図るだけでなく、乗車券の偽造防止や専用改札口を設けることによる自動改札機本体の省力化など、事業者側にもメリットがある。
なお、定期航路を持つ船舶の場合、定期乗車券と同様の扱いの定期乗船券（ていきじょうせんけん）を発行している場合がある。通学定期乗船券を発行している航路もある。駐車場の繰り返し利用に対して定期駐車券が発行されることがある。
定期券を使用した不正乗車には、重いペナルティが課される傾向がある。たとえばJR東日本では、定期券の不正利用が発覚した場合、「定期券の乗車区間を1往復した運賃」に「定期券の効力発生日から不正発覚日までの日数」を乗じた金額の3倍を請求することが定められている。実際に不正乗車をしたのが発覚時のたった1回であっても、片道普通運賃の1,000倍以上の額を請求される場合もあり得る。
実際に2023年12月末には、夫名義のSuica定期乗車券を拝借使用した妻に対して、約88万円の請求が課せられて、警察が出動する騒ぎも起きている。
なお、不正乗車に使用した定期券は無効として回収される。

## 歴史

### イギリス
鉄道発祥の国であるイギリスでは20世紀に入り馬車鉄道は市街電車、乗合馬車は乗合自動車となり、地下鉄道も電化されるなど現代の交通機関がほぼ確立された。都市の拡大により労働者は都市の外周部にまで進出したが、安くて便利な市街電車が鉄道の近距離客を吸収した。一方、鉄道会社はさらに外縁地域の開発に力を注ぐとともに、定期乗車券の発行などにより交通手段の利便を図ったことで、中流階級を中心とする居住地は更に拡張された。

### 日本
日本における鉄道定期乗車券は1873年（明治6年）5月、新橋・横浜間の上等車旅客に対し3か月(後に90日)の「常乗切手」を120円(この区間の片道運賃は1円12銭5厘)で発行することを計画したのが最初である。この計画は6月5日、太政大臣から正式に認可も受けたが、実施前になぜか中止となり、実際には発行されなかった。次いで1874年（明治7年）7月、大阪・神戸間の上等および中等旅客に対して3・6・9・12か月の「期限切手」が計画され、7月18日に伊藤博文工部卿から認可されたが、こちらも実施には至らなかった。
実際に日本初の定期乗車券としては、1886年（明治19年）1月1日「定期乗車券発行規約」の実施により上等および中等の旅客に対して、1・3・6・12か月の4種類が新橋・横浜間の特定の駅間(全部の駅間相互ではない)で発売され、1890年（明治23年）7月には、新橋および横浜を中心に発売範囲が拡大された。近畿地方では1887年（明治21年）5月に神戸、大阪、京都、大津の各駅で発売された。どちらも下等旅客に対しては発売されず、その理由は不明である。下等旅客に対するものは1895年（明治28年）3月1日から発売された学生定期乗車券が最初で、通用1か月のものが発売された。また、まだ発売は1・2等のみであったが、指定した駅間相互の運賃が個別に定められ発行されていた定期券は、1898年（明治31年）11月からマイルごとの運賃によるものに改められた。のち1899年（明治32年）からは3等（従来の下等）に対する普通定期乗車券が発売された。
通勤用の職工定期券は1908年（明治41年）3月11日から、普通定期券に対して特定の海軍工廠に勤務する職工に、あらかじめ決められた駅から最寄り駅(横須賀、田浦、呉のみ。佐世保と舞鶴は除外)に割り引き運賃で発売されたのが最初である。その後、1918年（大正7年）7月6日から職工定期券の名称で1か月通用3等のみが発売されたが、1922年（大正11年）3月21日の改正からは3か月も発売されるようになった。発売の対象となる勤務先は海軍工廠の外、軍需に関係のある工場(大阪鉄工場、大阪汽車製造、住友鋳鋼場、住友電線製造所、三菱造船神戸造船所)だけであり、発着駅や区間、乗車する列車や車両が指定されるなど制約の多いものであった。
1918年（大正7年）7月6日には「定期券規程」が制定され、運賃の割引率の整理が行われ、この時から12か月通用の学生定期券が発売された。1921年（大正10年）の鉄道開通50周年に合わせて規程類の整理・統合・改訂を行うため、1920年（大正9年）10月に「国有鉄道旅客及荷物運送取扱規則」を制定し、さらに同年12月「国有鉄道旅客及荷物運送取扱細則」を制定、いずれも翌10年1月11日から施行した。この時に普通定期の1等が廃止されている。
国鉄自動車に対する定期乗車券は、1930年（昭和5年）12月17日「国有鉄道旅客及荷物運送規程」および「国有鉄道旅客及荷物運送細則」の改訂で自動車定期乗車券が定められた。通用期間は1・3・6・12か月で、さらに1934年（昭和9年）11月15日には1・3か月の通学自動車定期乗車券が制定され、従来の自動車定期乗車券は自動車普通定期乗車券と改称した。
1932年（昭和7年）になると、第一次世界大戦の好景気の時期である1921年（大正10年）に制定された規程が昭和恐慌の時期に合わなくなり、同年6月に大改訂が行われた。「旅客及荷物運送規則」が制定されて8月1日から施行された。この時、職工定期乗車券の3か月が追加され、定期券購入の条件が「工場法または鉱業法の適用を受け且つ鉄道省の指定したもの」に拡充された。
1937年（昭和12年）6月1日改正では、普通定期の12か月定期が廃止された。さらに1943年（昭和17年）、6か月普通定期および12か月学生定期が廃止された。
1943年（昭和17年）4月1日の改正では、既に学生定期乗車券のみであった12か月通用定期券が廃止された。職工定期券については工員定期乗車券と名称が改められ、購入条件が国民労務手帳法による国民労務手帳所持者に拡大され、6か月定期券も発売された。これによって定期乗車券は、普通、学生、工員の3種類で、通用期間は1・3・6か月だけに統合された。
定期乗車券は「パス」とも通称され、その購入資金を用立て、月割りで返済させる小口金融の定期乗車券月賦販売業者が現れ、通称「パス屋」と呼ばれた。
太平洋戦争後、1946年（昭和21年）3月1日からは、工員定期券と学生定期券を統合して、特殊定期(工員用特殊定期乗車券と通学用特殊定期乗車券)とし、普通定期券との2本立てになった。戦後、蒸気機関車の燃料に使われる石炭の不足による輸送力の逼迫は深刻なものとなり、炭鉱労働者の輸送・乗車を確保するため、1945年（昭和20年）12月1日から、蒸気列車区間の通学定期の使用停止や、通学を目的とする定期乗車券の発売停止（12月21日）などが一時的に行われた。
さらにインフレもすさまじく、1947年（昭和22年）7月1日には3倍半という大幅な値上げが実施されるとともに、工員用特殊定期乗車券を普通定期乗車券に統合して通勤定期乗車券とし、学生用特殊定期乗車券を通学定期乗車券と改称した。
1953年（昭和28年）1月15日になると、誰でも自由に購入出来る1・3か月の普通定期乗車券が発売されたが、2等通勤定期乗車券は廃止となった。これにより、定期券は自由に購入出来る普通定期乗車券、勤務先の発行する身分証明書が必要な3等通勤定期乗車券、通学証明書が必要な通学定期乗車券（3等用）の3種類となった。同時に上記に定期券のほか、東京電車環状線内（東京山手線内）に通用する1か月の3等均一定期乗車券が新設された。1960年（昭和35年）7月1日から実施された改定では、2等級が採用され、従来の2等は1等に、3等は2等に等級呼称を変更した。1966年（昭和41年）3月5日改正では普通定期乗車券が廃止され、通勤定期乗車券を1等通勤定期乗車券と2等通勤定期乗車券とし、身分証明書の提出も廃止して誰でも購入出来るようになり、おおむね現在の定期券制度ができあがった。2等の通勤定期乗車券および通学定期乗車券は1・3・6か月が発売され、2等の通勤定期乗車券は1・3か月が発売された。
1969年（昭和44年）5月1日の改正で1等が廃止されてグリーン車となり、従来の1等通勤定期乗車券はグリーン定期乗車券と名称変更され、その後の定期券制度が基礎がおおむね確立した。

## 日本の定期乗車券

### JR
JRの旅客営業規則において規定されている定期乗車券の種類は、通勤定期乗車券、通学定期乗車券、特別車両定期乗車券、特殊均一定期乗車券の4種である。
日本の鉄道は定期券客の占める比重が大きく、国土交通省が公表している「平成25年度鉄道統計年報」によるとJR各社合計の輸送人員の62%が定期券客となっている。

### その他の鉄道
JR以外の私鉄（民鉄）、地下鉄、第三セクター鉄道でも基本的には通勤定期乗車券と通学定期乗車券の2種類が発行される場合が多い。JRと同様に定期乗車券で利用可能なのは、原則として特別料金不要の列車の普通車のみであるが、有料で運行される特急・急行列車と特別席（指定席）については、それに対応する料金を支払えば乗車できる場合が多い。
事業者によって定期券の割引率は異なるが、首都圏の大手民鉄の場合、普通運賃が低い水準にあるので通勤定期の場合はJRよりも割引率が低く40%弱（1か月に約19往復しないと元が取れない）が多い。地下鉄に至っては30%程度（1か月に約21往復しないと元が取れない）となっている。これに対して、通学定期は割引率が高く77% - 80%前後（1か月に約7往復すれば元が取れる）の事業者が多い。東京地下鉄や都営地下鉄の割引率は約65%（通勤定期の約半額・1か月に約10往復すれば元が取れる）である。近畿の大手民鉄でも通学定期の割引率は高く、中でも近畿日本鉄道の場合は66km以上の区間（鶴橋 - 名張間など）については1か月にわずか3往復するだけで元が取れるような設定になっている。
第三セクターや地下鉄の場合は割引率が低い傾向にあり、バス並みの割引率（通勤定期で約30%・1か月に約21往復しないと元が取れない）しかない事業者も存在し、勤務形態や日数によっては却って定期券を購入することが損をする場合が生じる可能性がある。一例として北総鉄道では通勤定期の割引率が約27%(43回乗車相当分・端数切上、2月分は25%)に対して、日中回数券・土休日回数券は約33.3%と回数券の方が安い。2000年代以降はこの点を考慮して平日のみ利用可能な定期券を発売している事業者（近江鉄道や遠州鉄道など）もある。値下げ後の北総鉄道の通勤定期最高額は34440円でこれは北総と同程度の営業キロを運営する長野電鉄や上信電鉄よりも高く、東武鉄道では120km相当の金額となっている。
地方私鉄の場合は区間によってまちまちなのが多く、長距離になる程割引率が高くなる傾向がある他、通学用に年間定期も発売されていることが多い。一例として長電や上信は短距離帯は40回前後の設定だが、全線運賃は1200円弱に対して通勤定期は30000円強と約30回乗車相当と半額近くに設定されており、北総鉄道よりも安くなっている。
大阪市高速電気軌道の「地下鉄・いまざとライナー連絡」1区が普通運賃の45回相当(端数切上)で一番高いとされているが、区数が上がると割引率も上がるので5区では34回分となっている。時点は値下前の北総が一律でIC運賃43回分相当。値下後の北総と豊橋鉄道は一律42回相当になっている。最安は東京モノレールの6区で23回乗車相当分となっており、1区でも30回相当なので半額近くとなっている。ゆりかもめも定期比率が低いせいか30回分相当である。平均割引率では黒部峡谷鉄道の59.6 %と通勤定期においては国内最高割引率となっている。黒部峡谷鉄道では定期券を通勤や通学などに分けていない。ただし、東洋経済などの書籍・メディアでは便宜上「通勤定期」としている。
また、きわめて稀ではあるが、割引運賃や加算運賃との兼ね合いで、定期券を買わずに31往復するほうが1か月定期券を買うより安い区間も存在する。たとえば、多摩都市モノレールの1駅110円で乗車できるが、定期券については隣接駅であっても通常の1区として計算するため、1か月定期券のほうが30往復より高額となっている。沖縄都市モノレールではOKICA限定で隣接駅まで150円で乗車できる「おとなりきっぷ」が導入されているが、定期券については隣接駅であっても通常の1区として計算するため、1か月定期券とほぼ同程度の58回乗車相当分なので、2月分に関しては定期券のが高額となっている。その他、東京地下鉄全線定期(17300円)は東京地下鉄一日乗車券(710円・25回分)を踏襲したままで「東京メトロ24時間券」(600円)に値下げしても全線定期代はそのままだったので29日分となっているので、殆ど割引が無い状態で2月分に関しては24時間券28枚よりも高くなる。
運賃計算に使用する運賃表の距離区分については、普通乗車券と同一の事業者（例：京王電鉄）と、普通乗車券よりも区分を細かく設定する事業者（例：東武鉄道）とが存在する。西武鉄道や北総鉄道(値下げ後)のように通勤は普通運賃と同一キロ程を用いるが通学定期は1キロ毎という事業者もある。南海電気鉄道の様に定期券と普通乗車券でのキロ程の分水嶺が異なるケースや、京阪電気鉄道の様に京阪線と京津線で運賃形態が異なっても定期運賃は同一形態を採用する事業者もある。
発売期間は1・3・6ヶ月が基本で、3ヶ月は5%引、6ヶ月は10%引が多い。
中には2・4・9・12ヶ月の他、学期毎の発売もある。9ヶ月は15%引、年間は20%引が多いが東急電鉄の年間定期は6ヶ月を踏襲している。但しこれらの定期は自社線内限定が多く、他社線との連絡定期では買えないことが多い。
近年はIC化により紛失再発行が可能となった他、ひたちなか海浜鉄道も年間定期については顔写真付きなので紛失再発行が可能となっている。
国土交通省が公表している「平成25年度鉄道統計年報」によると、最も定期券比率の高い私鉄路線は養老鉄道養老線の79%だった。なお、利用者の多い大手私鉄16社および各都市の地下鉄の計87路線で最も定期券比率の高い私鉄路線は東武越生線の77.4%だった。

### 路線バス

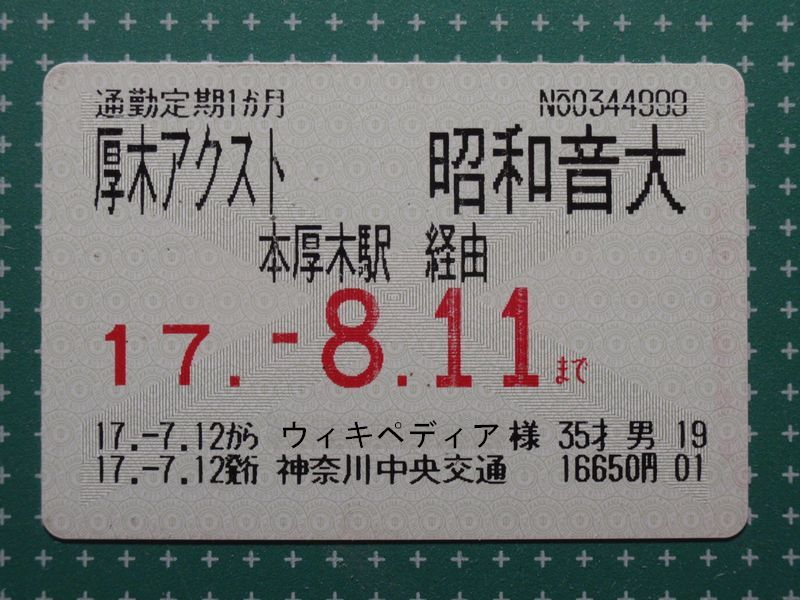
バスの定期乗車券の例 ※氏名の部分は画像修正（神奈川中央交通）

定期乗車券の種類は鉄道用とほぼ同じである。だが、バスの定期乗車券は電車の定期乗車券のように磁気加工がされておらず、乗務員に定期乗車券を提示するという形になっている。一般的に通勤・通学・小児および各障害者定期券が発行されている。そのため、通常の定期券についての解説は省略する。それに対し、バス以外の公共交通ではあまり見られない種類の定期乗車券が一部事業者から発行されている。通学定期券は鉄道と同じく通学用途・区間に限る事業者が多いが、遠州鉄道や名古屋市交通局（2010年度より）の様に用途・区間を限定しない事業者もある。
バスの通勤定期の割引率は30%前後の事業者が多く、1か月当たり約20往復しないと元が取れない場合がある。よって、割引率が高い回数券やバスカード類が発行されている地区では、定期券による運賃がこれらの利用時に比べて上回る場合がある。ただし、通学定期で利用する場合はこの限りではない。
日本一高額な路線バス定期券は、奈良交通の八木新宮特急バス・八木駅 - 新宮駅間の通勤6か月定期券（94万4460円）である。実際に発売可能かはともかく同社のWebには当該定期券の料金が掲載されている。
京阪バスでは、かつて設定されていたくるっとBUSにおいて、専用定期券「くるっとマンスリーパス」を通常定期運賃9,240円相当の区間を3,000円で発行していた。ただし乗車可能なバスは、くるっとBUS全便と一部指定運行経路で一部の時間帯のみ乗車可能なものであったが、くるっとBUS廃止によりこの定期券も廃止となっている。
区間式定期券が一般的であったが、券面の表示される特定の均一運賃区エリアで利用できる定期券に加え、ICカード乗車券の普及によって、2011年4月に京王バスが多区間路線において「金額式定期券」の利用を開始した。券面の金額以内の運賃区であればどの路線でも利用ができるというもので、関東圏では2013年4月には西東京バス・相鉄バス、関西圏では2014年6月には阪急バス・阪神バスで利用開始になった。

### リムジンバス・高速バス
リムジンバスや高速バスにおいても定期乗車券を発行している例もある。
- 京成バス・日東交通・関東鉄道・ジェイアールバス関東では、かしま号やアクアラインなど千葉県内〜東京都内を中心に、1・3か月定期券を発行している。金額は平行するJR運賃の1.5倍程度の金額。
- 福島交通・新常磐交通・会津乗合自動車では、会津若松 - 郡山 - いわき線において定期券の発売が行なわれている。
- 西日本鉄道ではひのくに号(福岡・福岡空港 - 熊本線)とわかくす号(福岡 - 佐賀線)において1か月定期券を発売している[34]。また、福岡 - 北九州・直方・行橋方面と福岡空港 - 久留米・佐賀・日田方面については、1・3・6か月の定期券が発売されている[35]。ひのくに号については共同運行を行う九州産交バスも発売を行う。
- ジェイアールバス関東では、マロニエ号東京・新宿ー佐野線の同区間において、1か月フリー定期券を発売している。（2013年3月1日までの試験導入で開始されたが、期限を2014年3月1日まで延長したのち、本格導入に至った）
- 明光バス・和歌山バスでは、白浜・和歌山線のみ定期券の発売が行なわれていた。
- 新潟交通では、県内高速バスの定期券を「紙式」のみ販売している。（共同運行会社は各社において確認が必要）

## 日本以外での定期乗車券

### 台湾
台湾では一部バス会社や台湾鉄路管理局、台湾高速鉄道、高雄捷運、台北捷運、桃園機場捷運において定期券が存在する。
台湾鉄路管理局
磁気券、非磁気券（自動改札機未設置駅発売）の2種類があり、有効期限はともに30日、60日（乗車回数制限なし）である。かつては、券種によって有効期限が異なっており、磁気券は2か月（50回制限）と、5か月（150回制限）の2種類が発売されていた。その後、非磁気券と効力を同一にした。無記名、持参人式で、列車種別に関係なく、全ての列車（普快車・区間車・区間快車・莒光号・自強号含て）に乗車することが出来る（団体、観光列車、太魯閣号、普悠瑪号除く）。ただし対号列車でも座席指定は出来ず、空席利用となる。
台湾高速鉄道
ICカード式の「定期票」がある。記名式で裏面に本人の写真がついている。30日間有効で乗車回数制限なしに自由席を利用することが出来る。
高雄捷運
2010年から2013年まで数度にわたり、ICカード式の「30天高雄幸福カード」、「30天漫遊カード」、「999幸福カード/799学生幸福カード」などを発売していた。30日間有効で乗車回数制限、区間制限なしに全線利用することが出来る。また捷運だけでなく、市内バス（市営、民営）にも乗車することが出来る。2013年5月以降は記名式の一卡通にその役割を譲った。
2016年8月より発着駅指定、回数無制限の30日有効の記名式定期を新たに発売する。
台北捷運
2018年4月16日より、購入日から30日間、台北捷運、新北捷運、台北市内バス、新北市内バスに乗車回数制限、区間制限なしに乗車できる定期票を発売。また、レンタサイクルの「YouBike」も、最初の30分間の料金が無料になる。顧客の所持する悠遊カードにデータを記録する形で発売する。
桃園機場捷運
初回乗車時から30・60・90・120日間、桃園機場捷運の直達、普通列車に発着駅指定、回数無制限に乗車できる定期票を発売。
バス
バス会社によって、発売券種や乗車回数制限、有効期限が異なる。鉄道とは異なり、多くは記名式である。以前は紙式であったが、近年は悠遊カード、一卡通のシステムを利用したIC定期券が導入されている。

### 大韓民国
大韓民国では韓国鉄道公社（KORAIL）の高速列車（KTX）・一般列車、SR、首都圏電鉄、空港鉄道（青羅国際都市 - 仁川国際空港2ターミナル間）、釜山交通公社において定期券が存在する。基本的に1か月定期券のみの発行となるが、釜山交通公社は7日券、SRは10日券も存在し、KORAILは10日 - 1か月の期間内で利用者が自由に選択できる。
日本とは異なり、有効期間の他に乗車回数が制限されており、日本におけるバスの定期回数券と同じような乗車券である。乗車回数は首都圏電鉄・釜山交通公社が60回（7日券は20回）、空港鉄道（青羅国際都市 - 仁川国際空港2ターミナル）が55回となっている。首都圏電鉄、釜山交通公社のものは、区間が指定されていない発駅フリータイプとなっている。また首都圏電鉄においては、ソウル地下鉄全線（7号線温水 - 富平区庁間を除く）、ソウル軽電鉄牛耳新設線、KORAIL（電鉄）・空港鉄道のソウル特別市内区間が利用可能な「ソウル専用定期券」、仁川交通公社全線（仁川都市鉄道1号線、仁川都市鉄道2号線）利用可能な「仁川都市鉄道専用定期券」も発売している。
KORAIL、SRの定期券は上記とは異なり、SRは1日2回の回数制限が付く。またKORAILの「週中定期券」の場合、土日祝日は利用できない。一般用と青少年用（学生用ではない）の2種類があり、列車種別ごとに発売される（下位種別の列車も利用可能）。SRの場合、購入時にあらかじめ乗車する列車を指定する必要がある。基本的には指定列車に限り有効となるが、指定列車に乗車できなかった場合に限り、指定列車の前後、及び1時間以内に出発する列車への乗車も特例として認められる。KORAIL、SRともに座席指定はできないため、自由席、立席利用となる。ただし、KTXに限り1日2回、利用区間の普通運賃の15%を支払い座席指定が可能。
地下鉄では、定期券専用ICカードを購入し、券売機でチャージ（定期券情報の記録）して利用するが、KORAIL、SRは専用のアプリでのみ発売。

### イギリス
イギリスではロンドンおよび、その近郊では定期乗車券のかわりにトラベルカードがある。最大の特徴は特定の乗車駅、降車駅、乗車区間が指定されないかわりに、ゾーン制で値段が決まる点である。中心部をゾーン1として、そこから放射線状にひろがり、ドーナッツのような形でゾーン2、ゾーン3などと決まっている。さらに、地下鉄に限らずバス、ゾーン内にある路面電車や他の一部の電車にも乗車可能である。

### 香港
香港では香港MTRと合併する以前の九広鉄路公司路線である東鐵線および西鐵線、また連絡バスとLRTに限定した1か月間有効パスが存在するが、定期券という形ではなく、ICカード「オクトパス（八達通）に定期利用情報を書き込むタイプのものである。
それ以外の区間においては定期乗車券制度自体が存在しないが、「オクトパス」利用者については、現金利用よりも運賃が優遇される制度となっている。

### シンガポール
シンガポールではMRT、LRT、バス全路線が期間中無制限に利用できる「エンハンスト・シーズンパス」と、バスは無制限だが鉄道の利用が1日4乗車に制限される「ベーシック・シーズンパス」の2種類があり、価格が異なる。定期券という形ではなく、ICカード「Ez-link」に定期利用情報を書き込むタイプのものである。
ただし、価格が190SGD（エンハンスト・1か月）と比較的高額であり、長距離高頻度利用者でなければ、定期契約でなく通常のEz-Linkカードに入金して利用した方が月額ベースであっても廉価となることが多い。

### アメリカ合衆国

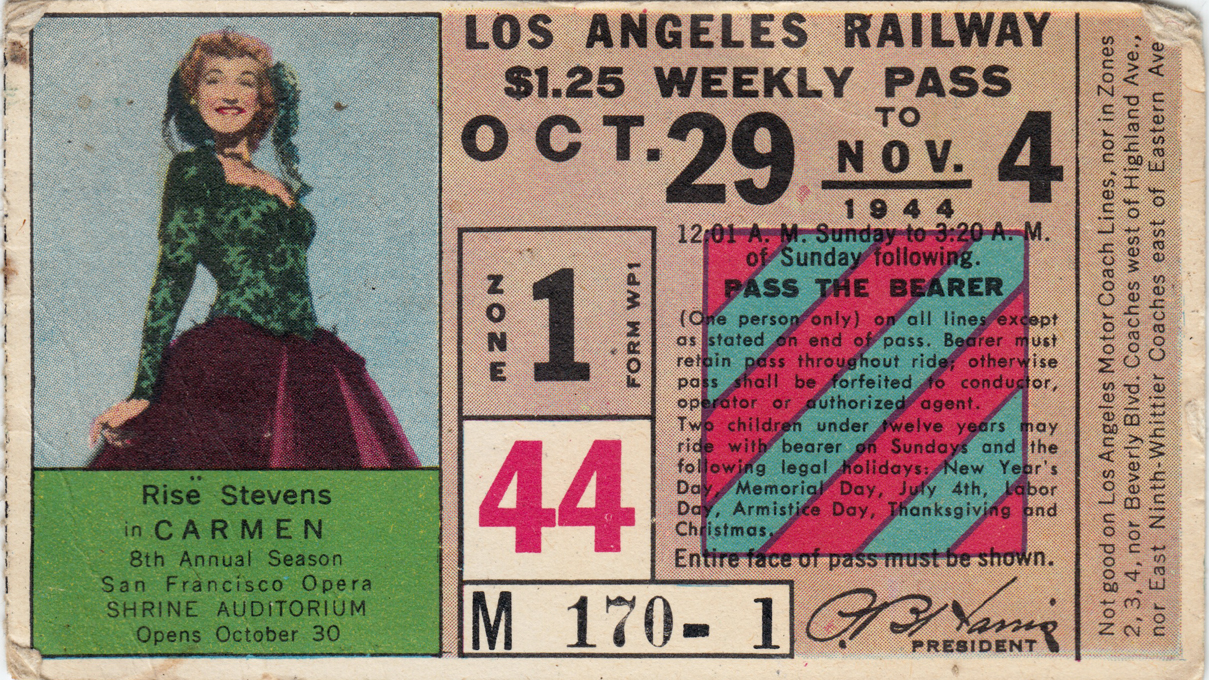
ロサンゼルス鉄道のウィークリー・パス（1944年10月29日から11月4日まで有効）

ニューヨーク市交通局、シカゴ交通局など、一部の公共交通機関において、1週間、1か月などの期間内に何度でも乗り降りできるコミューター・パス（通勤定期）を発売している。長距離旅客列車を運行するアムトラックには原則として設定がないが、北東回廊のノースイースト・リージョナルやシカゴ近郊各線、アムトラック・カリフォルニアの各線など一部の中近距離列車に限って1か月定期券を発売している。また、ロサンゼルス近郊の通勤鉄道「メトロリンク」では1か月定期(Monthly Pass)保持者を対象に、一部路線で並行するアムトラック列車（パシフィック・サーフライナー号）への定期券区間での便乗を認める"Rail 2 Rail program"を実施している。

## JRの定期乗車券

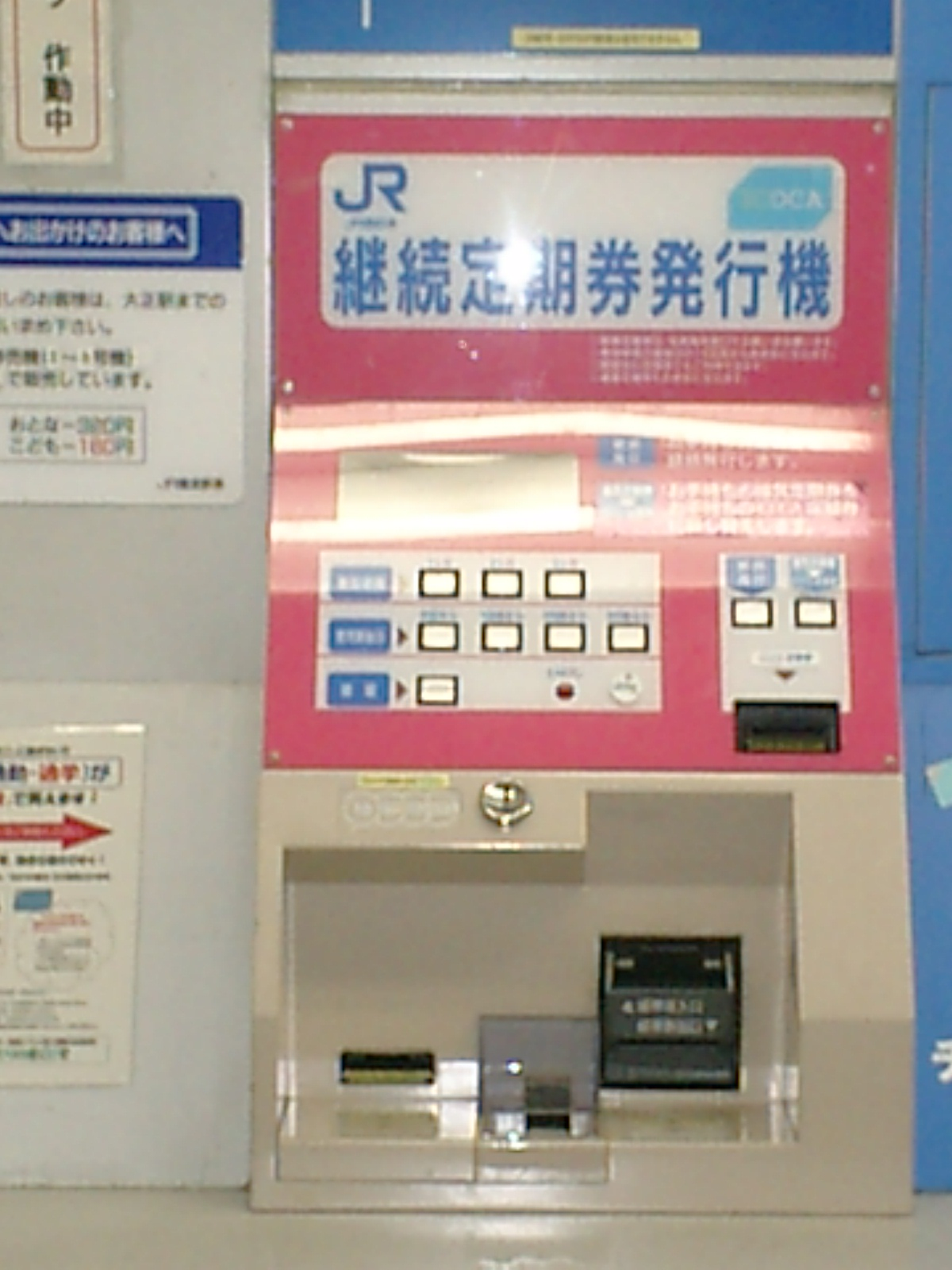
JR西日本の定期券自動継続発行機（JR難波駅）

JRの旅客営業規則において規定されている定期乗車券の種類は、次の5種類である。
- 通勤定期乗車券
- 通勤オフピーク定期乗車券（Suica・モバイルSuicaのみ。平日の朝ピーク時間帯以外のみ利用可能[46]。）
- 通学定期乗車券
- 特別車両定期乗車券
- 特殊均一定期乗車券

### 利用可能な列車
原則として普通列車の普通車の自由席のみであり、急行・特急列車、グリーン車、指定席車にはそれに対応する料金を支払っても乗車することができない。これらの利用には、定期乗車券の有効区間であっても、別途乗車区間に対応する普通乗車券の購入も必要である。ただし、別料金を支払うことで特急列車および普通列車指定席に乗車できる例外規定が設けられている例が多数ある。それらを次項で示す。

#### 例外規定
- 特例として区間・列車を限定して特定特急券、自由席特急券または急行券を購入すれば普通車自由席に乗車できる場合がある。1980年代以降は特急列車が大衆化し、また特急列車が通勤に利用されることが増加したことから、この特例の適用は非常に多くなり、2020年現在では普通車自由席が設定されている全ての在来線定期特急列車で普通車自由席が定期券と自由席特急券の組み合わせで乗車できる。
- 新幹線については、磁気定期券の場合[注釈 9]、券面に新幹線停車駅を2駅以上含む定期乗車券では、当該区間の新幹線自由席特急券（または新幹線特定特急券）を購入することで普通車自由席に乗車できる。一部の新幹線単独駅については在来線の対応駅を同一とみなす特例がある[48]。この場合、2枚以上の定期乗車券を組合せて新幹線利用可能とする方法はできず、事前に定期乗車券に新幹線利用可能区間の表示を受ける必要がある。この扱いは新幹線と在来線を運営しているJR旅客会社が異なる場合でも適用されるが[49]、JR以外の第三セクター鉄道に移管された場合は対象外である。
- 同様に新幹線について、交通系ICカード定期券（JR九州管内を除く[47]）で券面に新幹線停車駅を2駅以上含む場合は、新幹線利用時に自動改札機にタッチすることにより自動的に特急料金がチャージ残額から引き落とされる[50][51][注釈 10]。
- 首都圏の一部区間および快速「マリンライナー、ホームライナー大垣、ホームライナー瑞浪、JR北海道のホームライナー」では、グリーン券によりグリーン車に乗車することができる[注釈 11]。また、「マリンライナー、JR西日本の関西エリアで運行している一部の新快速に連結されているAシート、快速みえ」など指定席を連結している普通・快速列車の一部では、指定席券の追加購入により普通車指定席車両に乗車することができる。
- 北海道旅客鉄道（JR北海道）では、対応料金を支払えば普通車指定席に乗車することができる。
- 「くろしお」「きのさき」「まいづる」「はしだて」「こうのとり」「はまかぜ」「スーパーはくと」「スーパーいなば」「やくも」「サンダーバード」「しらさぎ」「らくラクびわこ」「らくラクはりま」「らくラクやまと」「まほろば」は、特急券を購入すれば普通車指定席に乗車することができる。
- 「つがる」「スーパーつがる」「いなほ」「草津・四万」「あかぎ」「ひたち」「ときわ」「あずさ」「かいじ」「富士回遊」「はちおうじ」「おうめ」「踊り子」「湘南」「成田エクスプレス」「しおさい」「わかしお」「さざなみ」は、対応料金を支払えば、グリーン車も含めて乗車することができる。
- 「つばさ」・「こまち」の在来線区間は、対応料金を支払えばグリーン車も含めて乗車することができる。
- 「しらゆき」は、直江津〜新潟間は対応料金を支払えば、グリーン車も含めて乗車することができる。
- 「しなの」は、塩尻〜長野間は対応料金を支払えば、グリーン車も含めて乗車することができる。
- 「ふじさん」は、小田急線内も含め特急券を購入すれば乗車することができる。
- 九州旅客鉄道（JR九州）では、対応料金を支払えばグリーン車も含めて全ての在来線特急列車に定期乗車券で乗車することが可能である。但し、DXグリーン車と個室、「36ぷらす3」は対象外[52]。

なお、JRでは、発売する駅から有効な定期乗車券のみを発売するのが原則であるが、実際には私鉄駅発着の定期乗車券を発売することもある。鉄道駅のみどりの窓口以外では各支社に属する販売センターで発売することもある。

### 旅客営業規則で規定されている定期乗車券

#### 通勤定期乗車券
主に通勤目的のための定期乗車券であるが、購入時に通勤証明書などを提示する必要はなく、誰でも任意の区間で購入することができる。小児用の通勤定期乗車券もあるが、こちらは学習塾や病院に通う際に利用されることがある。
なお、1966年（昭和41年）までは通勤定期乗車券の購入には勤務先の証明が必要で、別に勤務先の証明が不要な普通（2等）定期乗車券も存在していた。通勤以外にも使えるのに「通勤」と名が付くのはこの名残である。
有効期限は1・3・6か月である。
JRの通勤定期の割引率は他の交通機関と比べると高く、1か月定期で約50%、3か月定期で約55%、6か月定期で約60%である。また、JR会社線のおおむね600円区間までの6か月定期運賃は1カ月定期の6倍した金額から20%割引（多くの事業者は10%）なのも特徴である。なお、3か月定期は1カ月定期の3倍した金額から5%割引、長距離の6カ月定期の場合、1カ月定期の6倍した金額から15%前後の割引となる。

#### 通学定期乗車券

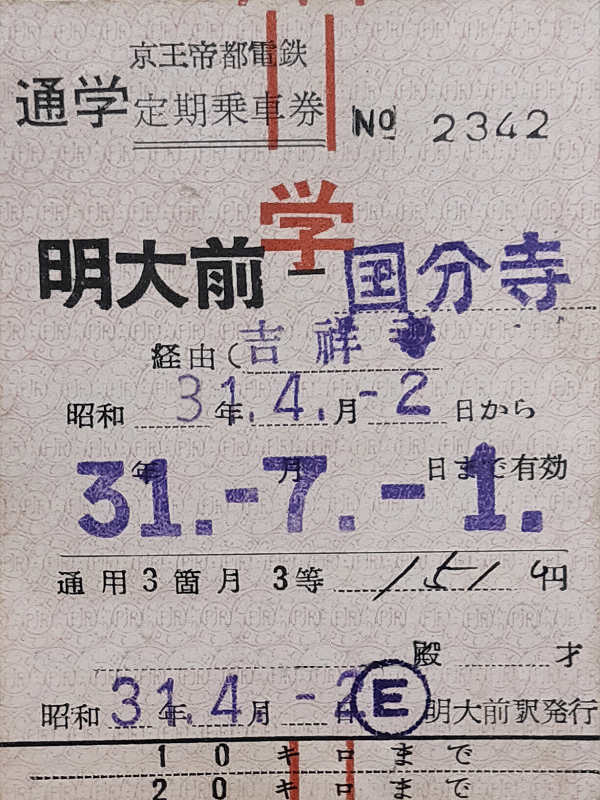
京王帝都電鉄の通学定期乗車券（1956年）

児童・生徒・学生の通学のための定期乗車券であり、通勤定期乗車券より安価に設定されている。購入時に通学を証明する通学証明書（学生証と一体型のものもある）の提示が必要で、販売区間も自宅の最寄駅と学校が指定する最寄駅との間の最短、最速、最安、乗換回数が少ないのいずれかに該当する必要がある。複数の駅が使用できる場合は、このいずれかに該当すれば最寄りでなくても基本的には使用可能。また、翌年度に在籍している証明ができない場合は翌年度の5月1日以降にまたがるものは発行できない。JRでは大学生用・高校生用・中学生用・小学生用の4種類がある。有効期限は通勤定期と同様1・3・6か月である。新学期（特に入学式当日）には新学年の証明書類が必要になるため、新規に窓口で発行しなければならない学生の長蛇の列ができることも珍しくない。また、これらの事情を考慮して輸送機関の職員が学校に出向いて、新入生が入学式終了後に窓口に行かず定期乗車券を購入できるよう販売するケースもある他、学校側に専用の申込用紙を送付し、入学説明会などで記入し、自宅最寄駅で提出しての入学式前日又は当日に代引で受け取るケースもある。
高校生用は大学生用の1割引、中学生用は大学生用の3割引、小学生用は中学生用の半額の運賃が設定されている。大学生用定期の価格は通常の約30%なので、月10往復程度で元が取れる。なお、3か月定期は1か月定期の5%引、6か月定期は1か月定期の10%引の運賃が設定されている。
通学定期乗車券は、卒業に必要な単位取得などのための通学用として発行が認められるものであって、部活動など課外活動のために校舎とは別の場所にあるグラウンドに通うようなケースでは発売は認められないが、通信教育におけるスクーリング参加や、教育実習、単位取得に必要な医療施設・福祉施設での実習などでは当該施設等に通うための定期乗車券の発行が認められる場合がある。
また、購入ができるのはJRに指定された指定学校の学生・生徒・児童であり、指定学校ではない教育施設に通う場合は発売は認められないが、大学受験に失敗した浪人生については学校登録の全日制予備校（本科生）に限り大学生扱いになるほか、横浜市営地下鉄では通学証明証と同じ書式の「通塾証明証」の提出と学生証の提示により通学定期で発行可能である。また、1年以上通う職業訓練校は高校生扱いの場合がある。
運賃が安いだけあって、発売には様々な制限がある。通学定期乗車券の購入ができない場合は、通勤定期乗車券またはその他の乗車券（「乗車券#乗車券の種類」を参照）を購入することになる。
なお、通学定期乗車券の規定による減収分は鉄道事業者の負担、より正確には割引率の低い他の利用者からの収入で負担しているのが現状である。かつての国鉄ローカル線を引き継いだ事業者を含む地方の民鉄・第三セクター鉄道が廃線となったり、苦境に陥ったりしているのも、通勤利用者が自家用車に転移し、割引率の高い（収益性が低い）通学定期乗車券利用者が利用者の主流で、さらに過疎化・少子化や保護者による自家用車送迎で数を減じていることも背景の一つである。
一部の自治体では、公共交通機関の利用促進のために通学定期乗車券に補助金を支出したりするところもある。

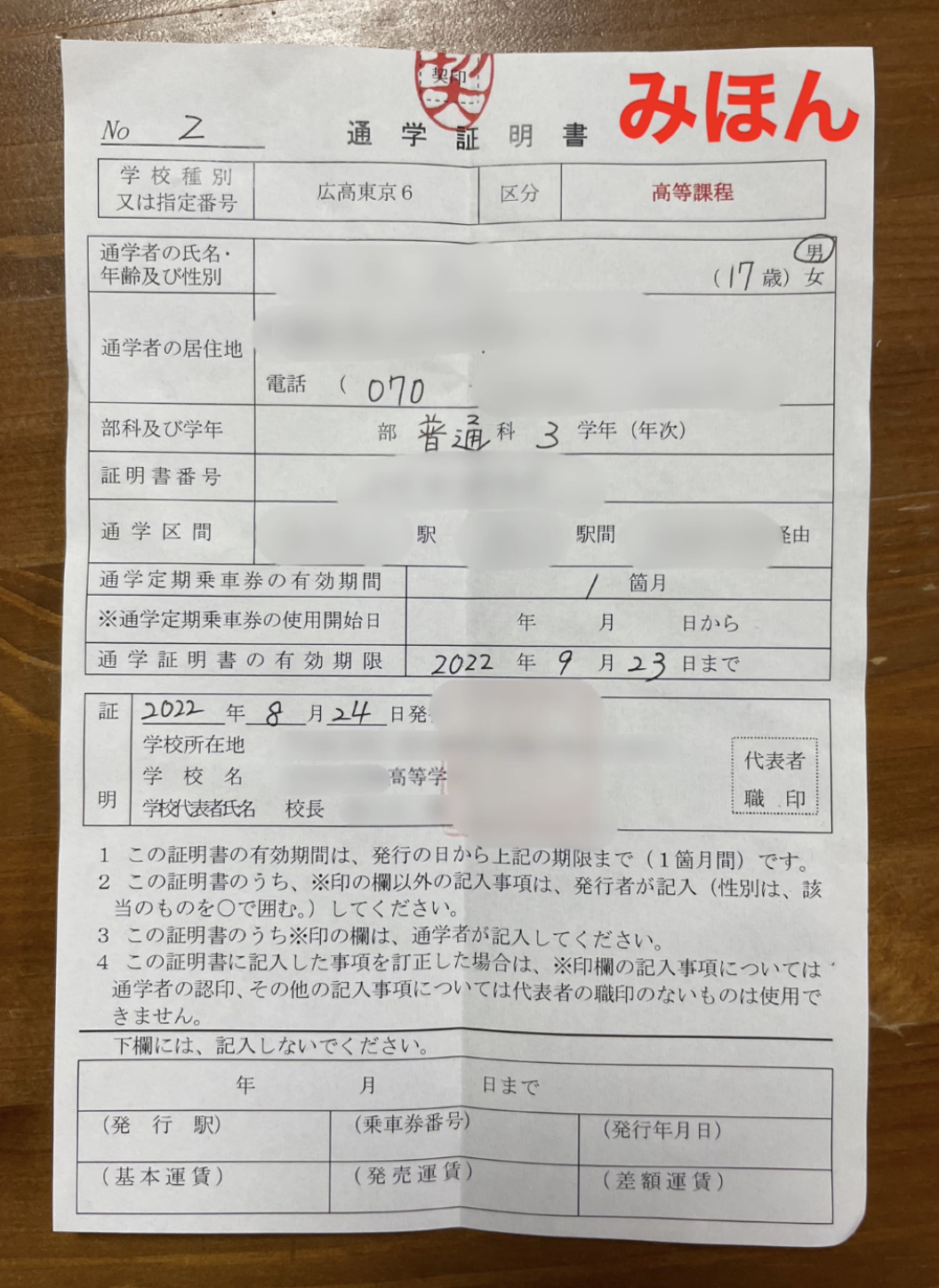
通学証明書（JR東日本）の例。

#### 特別車両定期乗車券
「グリーン定期券」ともいい、グリーン車の利用を前提にしていることから、あらかじめ利用する区間のグリーン券に相当する金額も合わせて計算されている。なお、グリーン車の連結していない区間を含めて発行することができる。かつてのグリーン定期券の料金は、一等車定期乗車券時代の名残もあり、普通運賃部分の割引率も通勤定期乗車券に比べて低く設定されていたが、2004年10月16日以降の計算方法は、グリーン車利用区間のキロ数に応じた一定料金(1か月では、おおむね22往復分のグリーン券の販売額)を、全区間の通勤定期乗車券額と合算する方式となった。有効期間は1か月と3か月のみである。
2004年10月16日の制度改正により、首都圏では自由席グリーン券を買うことで、通勤・通学定期券でもグリーン車に乗車できるようになったが、それ以前にはグリーン定期券でない定期券でグリーン車に乗車することはできず、グリーン券のほか普通乗車券も購入する必要があった。
なお、東京山手線内相互発着用の運賃表がある。これは、1984年の東京山手線相互発着用の普通運賃表の新設に伴うもので、この区間内でのグリーン車は日暮里駅 - 田端駅間と秋葉原駅・神田駅 - 代々木駅間を除く全区間で運転されているものの、いずれも短距離である。

#### 特殊均一定期乗車券

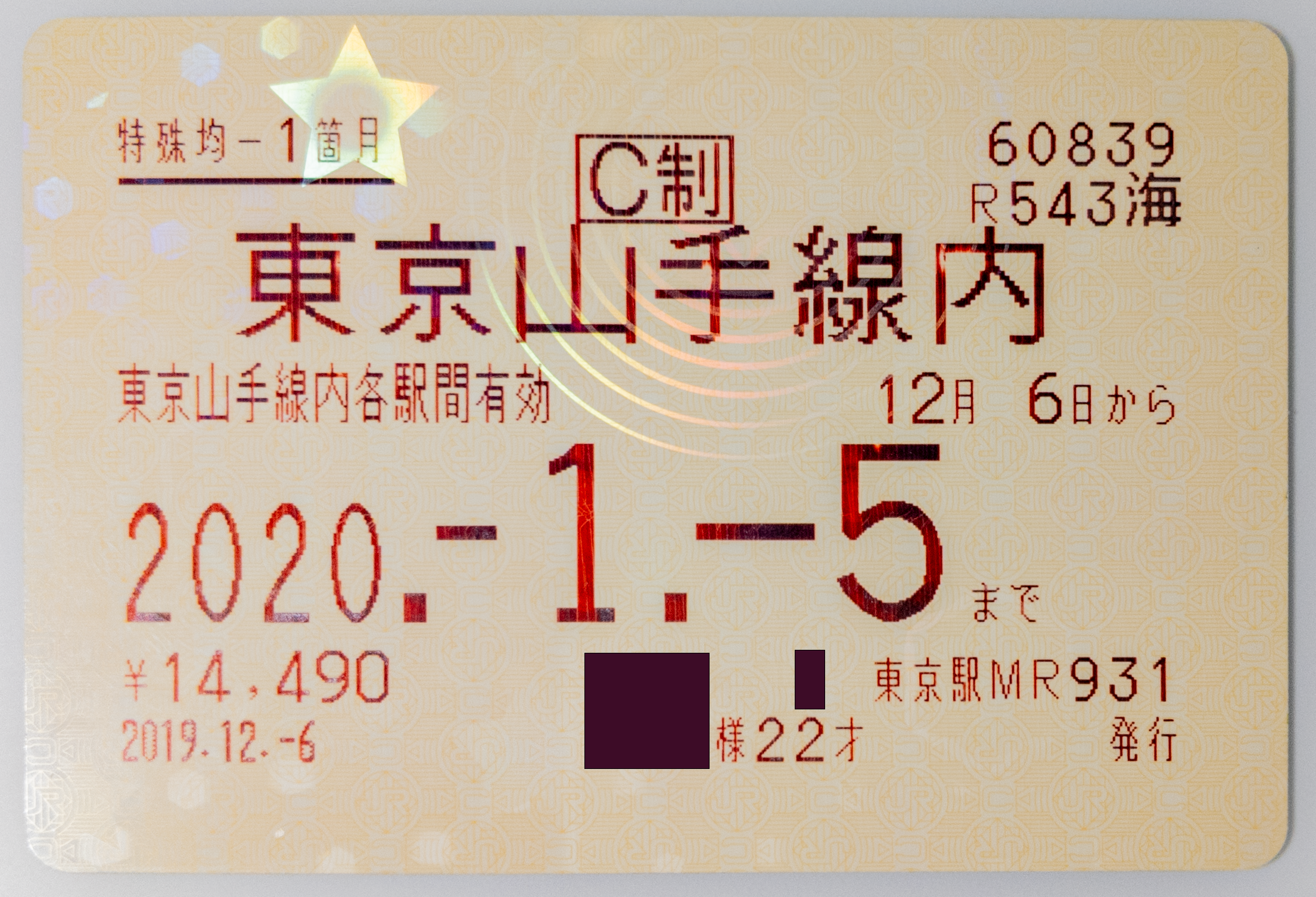
JR東海発行の山手線内均一定期券の写真。

「山手線内均一定期券」が唯一の例である。東京山手線内の全区間に有効であり、山手線環状運転区間、中央本線神田 - 代々木間および総武本線秋葉原 - 御茶ノ水間の各駅間で乗降することが可能な定期乗車券である。有効期間は1か月のみ。発売は東京山手線内各駅のみどりの窓口（東京駅・品川駅はJR東海管轄も含む）に限られる。運賃は14,970円。なお、Suica定期券での発売はなく、磁気定期券でのみ購入可能である。

### 旅客営業規則で規定されている定期乗車券に関連する制度

#### 特殊な割引制度
JRは、かつては公共企業体の日本国有鉄道（国鉄）であったため、民鉄にはない種類の割引が存在する。

JR東日本の特定者用定期乗車券 (生活保護受給者用) の写真。

特定者割引定期券
おおむね生活保護受給世帯や児童扶養手当を受給しているひとり親世帯を対象にした割引。割引を受けるためには生活保護世帯などであることも然ることながら一定の条件がある。旅客営業規則に運賃表が掲載されているが、市販の時刻表には掲載されていない。通勤定期運賃の3割引をするものとされている。
身体障害者・知的障害者割引定期券
第1種の身体障害者・知的障害者並びに満12歳未満の第2種の身体障害者・知的障害者に関しては介護人と同伴して乗車される場合に限り、本人と介護人に対し、5割引で定期券を発売することとされている。
通学定期券の種類
通常、一般私鉄では大学生でも高校生でも中学生でも運賃は同一であるが、JRの場合（新幹線定期券は除く）、大学・高校・中学と異なる運賃が設定されている。
このため、JR線との連絡定期券を発行している鉄道事業者がJR線分の発売区分を誤って発券（学生の区分をすべて大学生扱い）し、過剰に運賃を収受していた事例が2008年になって発覚した。件数・過徴収期間・過徴収額は記録が残っていないため把握が難しいという。現在では新規購入時に申込用紙を記入する際に、これらのどれに当てはまるかを購入者に選択させていることが多い。

#### 長距離区間の定期券の購入について
JRの定期乗車券は、新幹線の「フレックス」「新幹線エクセルパス」を除く在来線で乗車区間が100kmを超える区間を購入する場合、駅長の承認が必要となる。また、乗車区間が200kmを超える場合は、購入理由を記載した書面を提出しなければならない。

#### 特例の取り扱い
定期乗車券では、運賃計算や区間外乗車の特例について、適用の可否が普通乗車券・回数券と異なる場合がある。
適用されるもの
- 特定の分岐区間に対する区間外乗車
- 経路特定区間（JR東日本・JR北海道）
- 列車特定区間

適用されないもの
- 分岐駅通過列車に対する区間外乗車の取り扱い
- 経路特定区間（JR西日本）
- 選択乗車
- 電車大環状線の各特例

### その他の定期乗車券

#### 新幹線定期乗車券
遠距離通勤・通学の増加に伴い、新幹線用の通勤定期乗車券「FREX（フレックス）」、通学定期乗車券「FREX（フレックス）パル」（JR北海道・JR東日本・JR東海・JR西日本）、「新幹線エクセルパス」（JR九州）が発売されている。ただし、これらは旅客営業規則においては特別企画乗車券（トクトクきっぷ）の扱いである。新幹線の普通車自由席または、普通車指定席の空席（原則、自由席がない便のみ）を利用できるため、発売額には乗車区間の定期旅客運賃に加え新幹線自由席特急料金に相当する定期特急料金が加えてある。また、途中の区間において新幹線を利用する定期乗車券も設定可能であるが、この場合、全区間の定期旅客運賃と新幹線乗車区間の新幹線自由席特急料金に相当する額を合算し発売される。例えば、新宿 - 宝積寺間の乗車券に新幹線を大宮 - 宇都宮間で利用する定期券も発売できる。新幹線の異なる路線間については、直通する列車が存在する場合であっても、博多駅（山陽新幹線 - 九州新幹線）、新青森駅（東北新幹線 - 北海道新幹線）をまたがる定期券は設定・発売されていない。また、山形新幹線（福島駅 - 新庄駅間）、秋田新幹線（盛岡駅 - 秋田駅間）についても、営業上は新幹線ではなく在来線の扱いとなるため、発売されていない。さらに、北陸新幹線の会社境界駅である上越妙高駅をまたがる定期券も設定されていない。
新幹線定期乗車券の所持者が増加したことから、通勤時間帯の新幹線の普通車自由席が通勤列車並みに混雑するようになった。東海道新幹線では平日朝9時までの上り列車において新横浜 - 東京間で普通車指定席の空席を新幹線定期乗車券や自由席特急券で乗車可能とする特例措置をとっている。また、新幹線定期乗車券使用者を対象とした普通車指定席やグリーン車への着席を目的とした料金回数券を設定・発売している。詳しくは特別企画乗車券を参照のこと。
東北・上越・北陸新幹線の一部区間はSuica定期券に搭載可能で、他鉄道事業者との連絡定期券も発売（JR東日本のみ）している。2024年3月16日からは北陸新幹線のJR西日本区間でもICOCAによる新幹線定期券（ICOCA FREX定期券、ICOCA FREXパル定期券）の発売を開始している。
なお2021年3月13日から東海道新幹線の全線にTOICA定期券、山陽新幹線の新大阪 - 新岩国間にICOCA定期券が導入され、2022年3月12日から新岩国 - 徳山間、2023年4月1日から徳山 -博多間にも導入され、山陽新幹線の全線で利用可能となった。

#### 特急料金定期券
遠距離通勤・通学は、新幹線沿線のみならず在来線の特急列車にもみられる。JR東海を除くJR旅客5社がそれぞれ発売している。これらも新幹線と同様に特別企画乗車券（トクトクきっぷ）の扱いである。北海道旅客鉄道（JR北海道、名称：「かよエール」）・東日本旅客鉄道（JR東日本、名称：「定期券用月間料金券」）の一部区間と、西日本旅客鉄道（JR西日本、名称：「パスカル」「○○○特急料金定期券（○○○は列車名）」）・四国旅客鉄道（JR四国、名称：「快て〜き」）・九州旅客鉄道（JR九州、名称：「エクセルパス」）の全特急運転区間において、特急列車の普通車自由席を利用できる料金定期券、または特急料金相当額を運賃部分に加算した定期乗車券を発売している。料金定期券は、定期乗車券の購入と同時かあるいはすでに所持している定期乗車券を提示し、定期乗車券区間内の特急列車停車駅間の特急料金定期券を購入する形をとる。博多南線の場合は全列車が特急列車であるので、提示の必要がなく定期券に特急料金定期券が含まれる。なお、JR西日本で発売している指定席特急料金定期券「マイシート」は定期乗車券と組み合わせて有効期間中普通車のあらかじめ指定した座席を利用できる。

#### 2駅併用定期券（発売終了）
JR北海道で発売されていた分岐の外方で近隣する2駅のどちらでも乗降可能な定期乗車券。対象は、新札幌・厚別 - 白石以西の各駅間と、琴似・八軒 - 桑園以東の各駅間（新札幌・厚別 - 琴似・八軒という両方とも2駅併用にもできる）。運賃は対象の2駅のうち高額となる駅の定期券を購入した場合に適用される。例えば、白石 - 八軒・琴似の場合、白石 - 琴似間（通勤1か月6,780円）ではなく、白石 - 八軒間（通勤1か月7,130円）を購入しなければ2駅併用とはならない。なお、区間がKitaca利用可能エリア内でも磁気式でなければ2駅併用とはならない。
なお、2014年10月24日にJR北海道が2015年3月31日で2駅併用定期券発売終了を発表。これにより2駅併用定期券利用者は4月1日以降「琴似・八軒」のいずれかの駅、「新札幌・厚別」のいずれかの駅を選択しなければならない。

#### 職務乗車証
社員が業務の必要により、路線を使って移動する場合に使用する社員証型の“定期券”。機能は全線定期や株主優待乗車証と同一で、JR以外の事業者の場合は家族にも支給される所もある。ただし同一企業グループをまたがる移動は出来ない。JR各社によっては階級に応じて利用できるエリアが異なってくる。社によっては制服着用の上「添乗」と表記された腕章を嵌め、運転室に同乗する場合もある。

### 旅客営業規則で規定されている乗車券でない定期券

#### 定期入場券

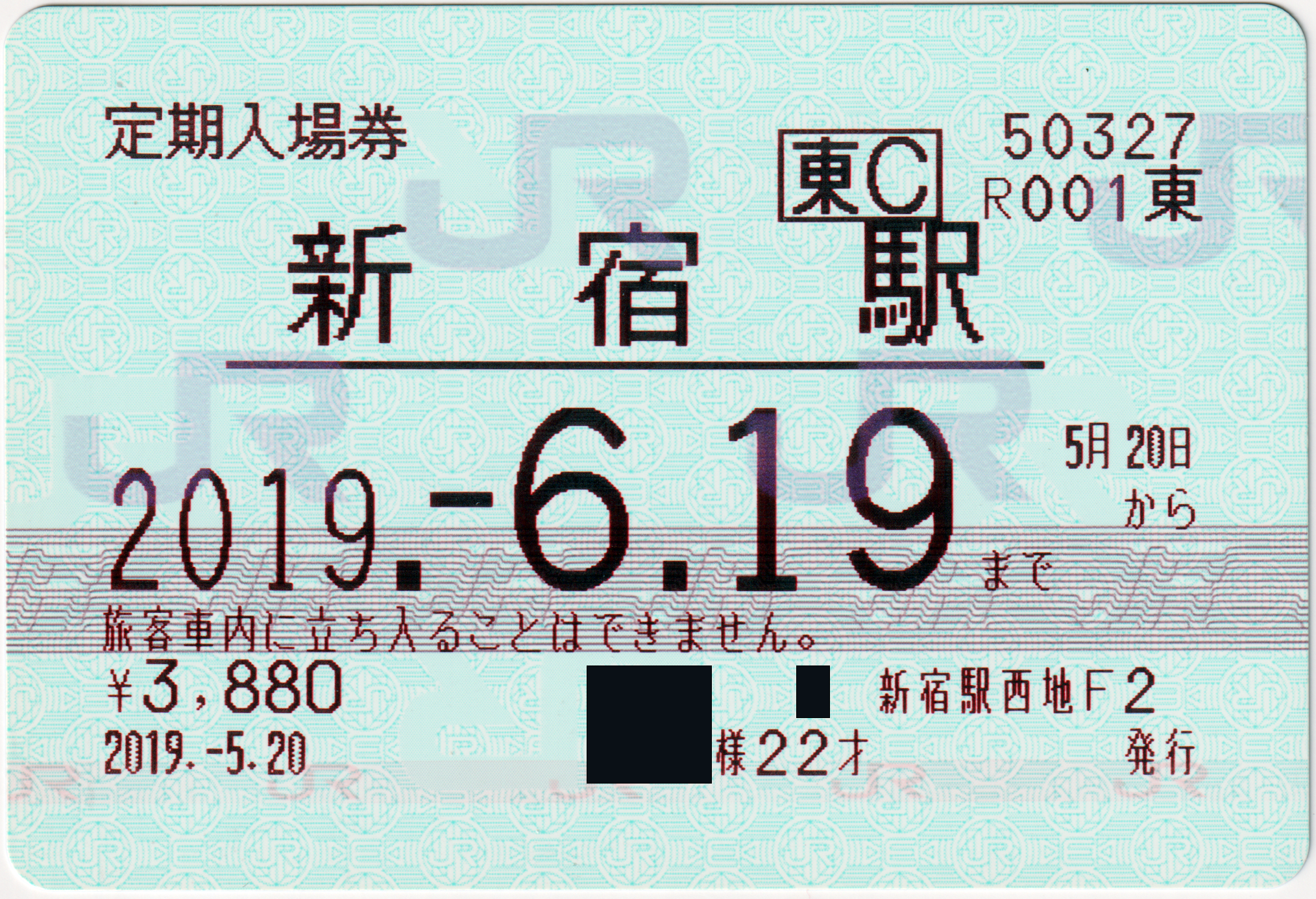
JR新宿駅の定期入場券の写真

駅改札内への入場・通行ができる「定期入場券」がある。日本国有鉄道（国鉄）時代には有人駅のほぼ全駅で発行されており、かつては観光地周辺の駅で旅館などの従業員が客を駅改札内で歓送迎する場合に使用されていた。ただし、現在では駅構内に自由通路がない場合、または駅弁を売る業者など、駅改札内に定期的に立ち入る必要がある場合に限り発行されており、前者の場合は駅を大きく迂回することにより時間や労力を要することになる高齢者や身体障害者などに対して定期入場券購入費用の補助制度を設けている地方自治体もある。
なお、定期「乗車券」を入場券代わりに使用することはできない。駅改札内への入場には「乗車船の目的」と「乗車船以外の目的」の二つに分けられ、前者は乗車券類、後者は入場券が必要となる。定期乗車券は乗車券の一種であり、乗車券は乗車券類に含まれるため、「乗車船の目的」に限り使用でき、「乗車船以外の目的」（送迎等の入場目的）には使用できないのである。SuicaなどのICカード式乗車券についても同様で、これらもあくまで乗車券類であることから、入場券代わりに使用することはできなかったが、JR東日本においては、2021年3月13日より、Suicaエリア内の券面表示区間外の在来線駅で入場券と同様に利用できる「タッチでエキナカ」を開始した。

## 各種の定期乗車券

### 持参人式定期券
定期券の券面氏名欄を「持参人様」表記や無記名にすることによって、定期券を持参した人が定期券として使用できる乗車券である。環境定期券とは違い、通勤定期以外で持参人定期を発行している社局は見られない。
- 京阪バスでは通勤定期券は、1981年より持参人式となった。これが日本最初とは特定できないものの、日本ではかなり早い事例である。当時存在していた京阪宇治交通でも1992年4月1日以降全て持参人方式となった。
- 東京都交通局の都営地下鉄全線定期券・都営バス23区内定期券（フリーカード）・都電荒川線の定期券の券面には購入者名が記載されている（ただし、都営バスと都電の通勤定期券には『持参人様』と記載）が、1992年2月より持参人式を採用しており、紙式の通勤定期券は購入者や本来の利用者以外であっても1乗車につき持参人1人が利用することができる。また、定額定期券（都営バス用・都電用がありそれぞれ1万円で発売）も紙式で購入した場合は持参人式である。
  - 発行時に使用者名の記載処理を省くことが出来ることから、都営バスと都電の紙式の定額定期券は購入日から有効のものであれば車内の運賃箱に1万円札を投入する事で購入ができる。
- 大阪市高速電気軌道（Osaka Metro・大阪シティバス）で発売されている定期券の種類の中で、共通全線定期券は持参人方式で、文字通り、全線（ニュートラムも含む）で利用可能となっている。公式サイト上では、券面に氏名および「持参人一名様有効」の両方あるため、正確には「記名持参人式」である。
- 札幌市交通局の通勤定期券は、記名はされているが、磁気式では持参人が使用でき、SAPICA定期券では記名人以外の使用はできない。
- 遠州鉄道では、遠鉄バス・遠鉄電車全線（空港直行バスは除く）が利用できる通勤ワイドフリー定期券に限り持参人式となっている。
- 名古屋市交通局（名古屋市営バス）の通勤定期券（身体障害者など特定の条件に基づいて発売される｢割引通勤定期券｣を除く）については、2006年4月1日から持参人方式で全線（ただし、共同運行区間の名鉄バスは除く）で利用可能となっている。

### 対象旅客

#### 通勤定期券と通学定期券
- 通勤定期乗車券
  - 神戸市営地下鉄（神戸市交通局）などは普通定期乗車券と称する。
- 通学定期乗車券
  - 愛知環状鉄道のように、事業者によっては学校の就学期間に合わせて4月上旬から7月中旬までという期間を設定している場合もある。また、一部の事業者（名古屋市交通局など）においては通学証明書を必要とせず、学生であれば任意の区間の定期券が割引で買える事例（そのため、名古屋市交通局では通学定期券ではなく「学生定期券」と呼ぶ）や、横浜市交通局のように通塾対応として「学習塾在籍証明書」を提出することで通学定期券が購入できる事例も存在する。

#### 通勤・通学定期券

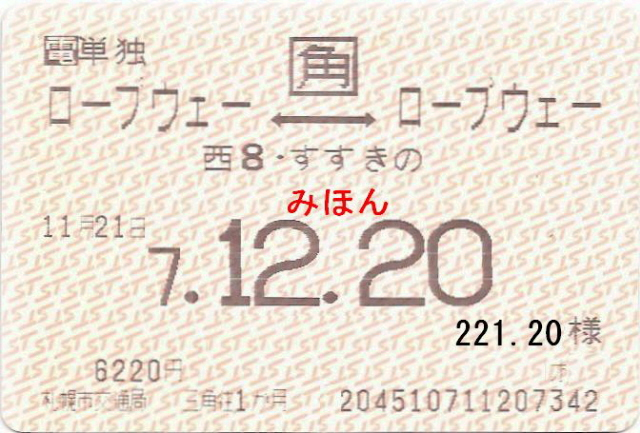
札幌市交通局（札幌市電）の三角定期券

仕事のかたわら定時制・通信制の学校に通う場合や通学のかたわらアルバイト先に行く場合などに、自宅・勤務先・学校の3か所の最寄り停留所を結んで発売されるものである。公営交通では一部の路面電車や地下鉄も含めて制度化されている事業者が多い。「三角定期券」とも呼ばれる。

#### 環境定期券
マイカー台数の削減や地球環境保全を目的に、1997年に神奈川中央交通が開始したのをきっかけに、翌1998年には東京都交通局（都営バス）、京阪宇治交通（現在廃止）、その翌1999年には京阪バスなどでも採用され、近年では都市部の多くの社・局が採用しているサービスである。
これは、「環境定期」という乗車券を別に発行する訳ではなく、普段使用している定期乗車券を乗務員に提示することによって定期乗車券所持者以外の家族も利用できるか割引措置を受けられるという制度で、以下の2つがある。
- 1.定期区間外の発行者の運行する区間を割引運賃（ほとんど100円で現金払いのみ。事業者により異なる。また小児半額としている事業者もある）で乗車することが可能となる。
- 2.定期区間内のみの利用で、定期乗車券所有者に同伴者（ほとんどは同居親族の同伴者）がいる場合、その同伴者も割引運賃で乗車することができるようにしている社・局が多い。意味合いとしては、定期乗車券利用者に対する割引サービスと捉えられる。

一般的に利用可能な日は土曜・休日・長大連休期間（GW・旧盆・年末年始時期）などの土曜・休日ダイヤ実施日で、利用可能な定期券も通勤定期乗車券のみが多いが、神奈川中央交通など一部社局では通学定期乗車券も利用できる。なお、このサービスはその地区や社局によって受けられるサービスが大幅に違う場合がある。平日は対象外なので、定期券所持者以外の方は、通常運賃（実際に乗車した区間の運賃）が必要となる。
上記の様に既存の定期券利用者に対するサービスであるため、一部の事業者では「環境定期」という名称を用いず、「休日家族割引」などといった名称で同様のサービスを実施している。

#### 契約定期券
事業者と沿線の企業が契約し、退職や異動などの特別な場合を除いて払い戻しをしないことを条件に、通勤定期券よりも割安な運賃で一括して発売するものである。勤務先の証明が必要であった時代の通勤定期券に近いものといえる。企業定期券・団体定期券と呼んでいる事業者もある。
また、筑波大学では、キャンパス内を走るバスである関東鉄道から定期券を一括購入し、それを学生や教職員などに販売することで学内の交通システムとする、筑波大学キャンパス交通システム事業を行っている。詳しくは当該項目を参照のこと。

#### 高齢者向け定期券類
主に高齢者を対象にして、その事業者のすべての路線を一定期間自由に、あるいは一定額で乗車できる定期乗車券を発売している事業者もある。おおむね購入時に本人の年齢を確認できる公的証明書の提示を求められる。以下に例を記す。
- 西日本鉄道においては、65歳以上の人を対象に1か月6,000円、3か月13,000円、6か月23,000円、1年間42,000円で同社（グループ各社含む）一般路線バス全線を自由に乗車できる「グランドパス65」を発売している。
- 神奈川中央交通においては、65歳以上の人を対象に3か月3,000円、6か月5,000円、1年間9,000円で同社（グループ各社含む）一般路線バス全線を一定運賃（100円）で乗車できる「かなちゃん手形」を発売している。
- 遠州鉄道においては、満65歳以上の高齢者と自動車運転免許証を返納した満60歳以上の高齢者に1か月5,000円、3か月14,250円、6か月27,000円で遠鉄バス・遠鉄電車全線が乗り放題となる「シルバーワイドフリー定期券」を販売している。
- 肥薩おれんじ鉄道には65歳以上の高齢者を対象に割引率を通学定期乗車券並みに引き上げた「いきいきシルバー定期」がある。

定期乗車券ではないが、東京都が発行する「東京都シルバーパス」のように、地方公共団体がその区域の高齢者・障害者に対して社会参加を促す目的で福祉乗車証を交付している例もある。これらの中には指定範囲内の鉄道・バスを一定期間自由に、あるいは一定額で乗車できるものもあるが、交付を受けるには年齢だけではなくその地方公共団体の定める条件を満たしている必要があり、発行時に支払う費用や利用条件なども年収などの条件により異なることがある。詳細は福祉乗車証を参照。
公営事業者であっても民間事業者と同様に、年齢以外の条件のない高齢者向け定期券を発売している事業者もある。例として尼崎市営バスにおいては、65歳以上の高齢者に1か月3,000円、12か月30,000円で市バス全線乗り放題となる「寿定期」を発売している（2009年4月1日現在/他に3か月券、6か月券がある）。年度ごとの初回購入時に年齢を確認できる公的証明書の提示が必要である。

### 連絡定期券・共通定期券
事業者が自社の路線から乗り継ぎ可能な他事業者の路線（バス・地下鉄・路面電車などを含む）との「連絡定期券」を発行する場合がある。通常は出発地から目的地までの区間で利用する事業者数分の定期券が必要となるが、連絡定期券を利用することにより複数枚の定期券を1枚にまとめることができる。発行可能な対象区間は事業者ごとに異なり、他社の全線を対象とする場合や他社の一部区間のみを対象とする場合がある。また、運賃も利用する区間の定期旅客運賃を単純に合算した額とする場合やこの合算した額から一定額を割り引いたものを運賃とする場合などがある。利用区間と連絡定期券の発行可能な区間が合致しない場合（もしくは発行区間が重複する場合）は、定期乗車券を本来の枚数より減らすこと自体は可能であるが、複数枚となる。なお、連絡定期券は利用区間に関連するすべての事業者が発行している訳ではない。このほかにも、特定の条件に合致した場合のみ他社線で乗降が可能となる定期券「共通定期券」を発行するケースもある。
遠州鉄道では、自社の鉄道とバスを乗り継ぐ定期券を相互に5%割り引いた値段で販売している。東京都交通局ではバス・地下鉄の他、都電や日暮里舎人ライナーも連絡定期券の発行の対象である。
近畿圏では割引こそないものの私鉄・JRとバス事業者間での連絡定期券が比較的多く出ている。1980年に近畿日本鉄道が自社バス（近鉄バス）との連絡定期券を発行開始。のちに近鉄バスはJR西日本や阪急電鉄との間でも連絡定期券も発行するようになった。いずれも鉄道駅の定期券発売所で発行しており、近鉄バスは駅に連絡する停留所からのゾーン定期（「近鉄八尾駅から2区」というように運賃区界でゾーンを設定）で発売しており、そのゾーン範囲内であればどの停留所でも乗降しても良い。近畿日本鉄道は奈良交通との連絡定期券も発行している（奈良交通はJR西日本とも連絡定期券を発行）。阪急バスは阪急電鉄、北大阪急行電鉄、阪神電気鉄道、神戸電鉄と連絡定期券を発行しているが、こちらはバスも区間が指定されている。このほか、阪神電鉄と阪神バス、JR西日本・阪急電鉄・阪神電鉄と尼崎市交通局、南海電気鉄道と南海バスなどでみられるが、これらも鉄道駅での発行である。

### 通用区間

#### 均一区間定期券
通常、A停留所 - B停留所として発行しているものを均一運賃区間内（例：210円区間）のすべての路線に乗車可能としているものである。事業者によっては指定金額以外の区間を差額の精算のみで利用できる場合もある。

#### 地区定期券
上記の均一区間定期券に類似しているが、均一区間内のみという区分けをせずに、ある一定のエリアを「XX地区」という形で設定し、そのエリア内で乗車可能としているものである。京阪バスなどで採用。同社では一部エリアでさらに安くした代わりに範囲を狭くした「にこにこミニパス」も1992年より導入していたが、現在は廃止された。西武バスではひばりヶ丘駅・田無駅・片山地区をメインに利用出来る「ひばり・田無フリー定期券」を発売していた。
金額式定期券
多区間運賃の路線を有するバス路線において、券面に表示される運賃以内の区間であれば自社線のバスが利用できるもの。2011年4月に京王バスが『モットクパス』の利用を開始したことをきっかけに、関東圏では2013年4月には西東京バス・相鉄バス、関西圏では2014年6月には阪急バス・阪神バスで利用開始になった。阪急バス・阪神バスの金額式定期券は相互の他社線区の路線を利用することができる。

#### 区間外の特定の駅で乗降可能な定期券
京王電鉄では特定の利用区間が含まれ、自社で発行するPASMO通勤定期を購入する際にオプションで『どっちーも』を選択する事ができる。発売料金は通常の定期券料金に1か月定期券の場合1,200円を追加するのみで購入できる。ただし、オプションで選択した駅より前の駅で途中下車した場合は乗り越し精算が必要となる。
- 明大前駅以西または以北の各駅から新宿駅（京王線新宿駅・新線新宿駅）が利用区間に含まれるどっちーも定期券で渋谷駅を乗降しても明大前駅からの区間は乗り越し精算をせずに利用できる。同様に明大前駅以西または以北の各駅から渋谷駅が利用区間に含まれるどっちーも定期券で京王線新宿駅または新線新宿駅を乗降しても明大前駅からの区間は乗り越し精算をせずに利用できる。
- 調布駅以東の各駅から聖蹟桜ヶ丘駅までのどっちーも定期券で京王多摩センター駅または京王永山駅を乗降しても調布駅からの区間は乗り越し精算をせずに利用できる。同様に調布駅以東の各駅から京王多摩センター駅または京王永山駅までのどっちーも定期券で聖蹟桜ヶ丘駅を乗降しても調布駅からの区間は乗り越し精算をせずに利用できる。

阪神電気鉄道では阪神なんば線の九条駅 - 大物駅を含む定期券を購入した場合に『OSAKAどっちも定期』として、追加運賃不要で本線の大阪梅田駅でも乗降が可能であるほか、神戸三宮以遠 - 大阪梅田の場合は途中駅乗降は出来ないものの阪急の大阪梅田でも乗降可能になっており、阪急経由も阪神の大阪梅田で乗降可能。
相模鉄道では西谷駅 - 羽沢横浜国大駅・新横浜駅を含む他社購入分も含めたIC定期券を購入した場合に『YOKOHAMAどっちも定期』として、追加運賃不要で本線の横浜駅でも乗降が可能である。
なお、これらは通勤定期のみの発売が多く、通学や障害者割引、福祉乗車については対象外・未発売が多い。

#### 全線定期券

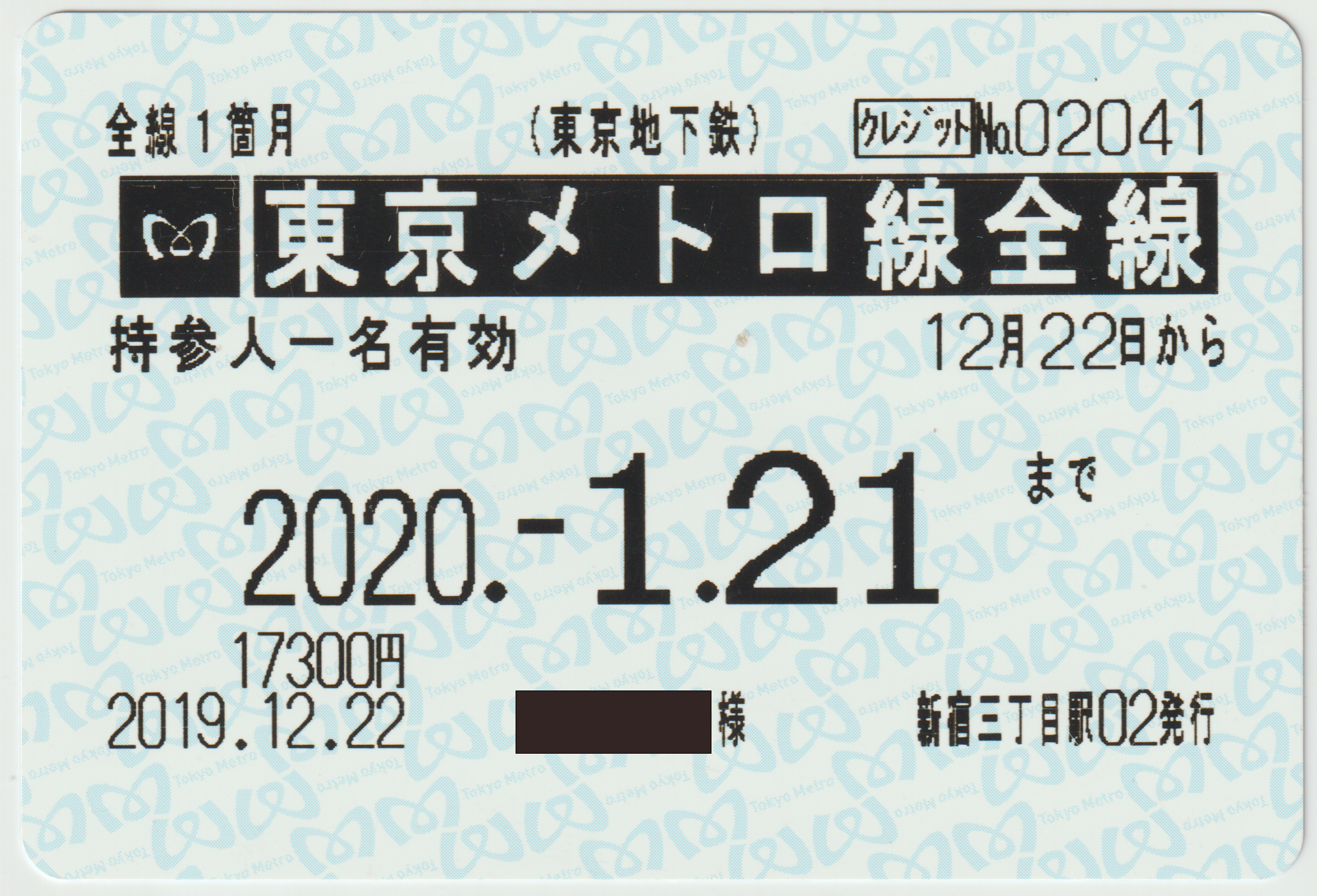
持参人式である東京メトロ線全線定期券の写真。

運賃や区間に関わらず一定の定期旅客運賃のみで全線が自由に使用できる定期券である。
地下鉄では福岡市交通局（ちかパス）など一部社局が発行している。通常の鉄道定期券は記名人のみ使用可能だが、全線定期券については、東京メトロ（磁気定期券に限る）・都営地下鉄・大阪市高速電気軌道大阪地下鉄・大阪シティバス・（ニュートラムを含む）共通全線定期券など、持参人式を採用している事業者もある。
バスでは東急バスや横浜市営バスなど一部社局が発行している。
- 西鉄バスなどの一部では、特定の区域を一定期間自由に乗降できる定期乗車券を発売している。
- 京阪バスでは、大阪府下および京都府八幡市の路線が、一部の例外を除き、乗降できる定期乗車券「ワイド定期券」を270円区間定期券相当の発売額で発行している。これらも全線定期券と類似している部分もある。
- 遠州鉄道ではバス・電車全線を利用できる（通勤・通学・シルバー）ワイドフリー定期券を販売している。このうち通勤ワイドフリー定期券は持参人式を採用している（後述）。
- 対馬交通では1ヶ月5230円で全線定期が販売されている[注釈 40]。
- 前述の均一区間定期券を発売している事業者であっても、一定額以上の区間であれば全線定期券として発売することもある。これは、対象となる会社の路線で導入しているの最大運賃の区間を購入すれば必然的に全線で利用可能になるが、一部事業者では最大運賃よりも低い金額を設定し、その金額区間の定期券を全線定期券として発売していることがある。
  - 西武バスでは230円区間定期券は全線定期券として発売しており、240円以上の区間を乗車しても差額の精算は行わない(同社の最大片道運賃は680円)。

#### 複数区間併合定期券
従来A駅 - B停留所のみ利用可能だった定期券をA駅 - B停留所とC駅 - B停留所の2区間を1枚の定期券で乗車可能としたものである。前述の区間外の特定の駅を乗降できるものと異なり、区間に含まれている途中駅でも利用可能である。
- 西武鉄道では自社で発行するPASMO連絡定期券において並行する区間のどちらでも乗車可能な定期券を発売している。
  - 池袋線（練馬駅 - 池袋駅）と並行する西武有楽町線・東京メトロ有楽町線・副都心線）を利用可能な定期券を『だぶるーと』として発売している。
  - 新宿線（高田馬場駅 - 西武新宿駅）と並行するJR山手線を利用可能な定期券を『Oneだぶる』として発売している。
- 東武鉄道では東上線（和光市駅 - 池袋駅）と並行する東京メトロ有楽町線・副都心線を利用可能なPASMO定期券を『二東流』として発売している。
- 小田急電鉄では小田急線（東北沢駅以西 - 新宿駅間）と代々木上原駅からの東京メトロ線を利用可能なPASMO定期券を発売している。

#### 片道定期券
片道しか利用できないことを条件に運賃を割り引くものである。坂道の多い土地柄の事業者に多い。往復で利用できる定期乗車券の半額としている場合が多い。
津軽鉄道では、片道通学定期券を扱っている。往復利用できる一般的な通学定期券の購入数が減っていた状況で「通学時あるいは下校時のみ列車を利用している学生も多い」ことが各駅からの報告で分かり、2006年に導入した。

#### 座席指定定期券
名古屋鉄道では、特急特別車ミューの座席について、利用者があらかじめ定めた1往復の列車の座席を1か月（平日ダイヤ運行日のみ）確保する「ミュー定期券」と称するものが存在する。1か月13,000円で、有効期間は毎月1日 - 末日の1か月。
座席指定は券面記載の列車・座席にしか適用されないが、ミュー定期券を所持していれば当該区間内であれば休日ダイヤ運行日も含めて券面表示以外の列車の特別車にも追加料金なしで乗車できる。ただし、座席の指定がないため、座席の指定を受けた他の旅客が乗車してきた場合は席を譲らなければならない。
なお、ミュー定期券利用区間を含む通勤・通学定期乗車券を所有する旅客のみに対して発売され、乗車する際も定期券とミュー定期券の2枚を組み合わせて使わなければならない。また、定期券以外の乗車券とミュー定期券の併用はできない。
南海電気鉄道では「ラピート」と「サザン」の全列車と「りんかん」1 - 7・9・11・13号の座席を1か月単位で購入できる定期特別急行券・定期座席指定券がある。特急券と座席指定券のみなので、乗車する際には他の乗車券類が必要となる。詳しくは当該項目を参照のこと。
乗車列車のみが指定される例として、京成電鉄では「モーニングライナー」用の「モーニングPASS」を設定している。発売額は「モーニングライナー券」20回分の8,000円で、有効期間は毎月1日 - 末日の1か月。

### 通用期間
有効期間は発行する事業者によって異なったり、同じ事業者で複数設定されていたりする。1か月・3か月・6か月のものが多く、12か月という例もある。有効期間が長ければ長いほど割引率が高くなるが、先述のとおり、紙式の定期券の場合、紛失時に再発行が出来ないことから有効期間が6か月以上の定期券はICカード形式のみでの発行に限られるか、複数回に分けて発行して販売する事が多い。
秋田中央交通では、6か月券のほか、0.5か月有効なものも存在する(0.5か月券は、1か月定期の半額相当額での販売)。京都市営バスでは通勤定期券に1年間有効なものも存在する。なお、通学定期券に6か月が設定されていない事業者もある。
弘南鉄道では年間定期券を発売しており、通学(S-pass)については4月のみの発売で9か月分の通学定期代で正規運賃の109日分で発売している。2018年3月17日より、東京急行電鉄が自社線内に限り、12か月定期券を発売する。当面は割引率は1か月定期×12か月分から1割引きした金額で6か月定期の2倍である。
京都京阪バスや京阪バス、西武バスなどでは通学定期券に限り学期別定期券が発行されている。これは1学期・2学期・3学期期間のみ有効な定期券である。関東バスでは、1か月または3か月通学定期券に端数日を付加して発売する定期券がある。また、尼崎市営バスや国際興業バス、庄内交通では、通学定期券に前述の学期別定期券のほか、4月1日 - 翌年3月31日を有効期間とする年度定期券がある。ちなみに、遠鉄バス・電車でも通学定期に限って学期定期（終了日指定定期）を販売しているが、学期の日数にかかわらず任意の日数で購入可能である。

### 利用日時
- 運賃割増で運行される深夜バスにおいては、普通運賃と深夜運賃の差額（通常、普通運賃と同額）を払うだけで乗車可能としている事業者が多い。
- 西鉄バス（ひるパス）、長崎自動車[79]、産交バス[80]のように、通用する時間を昼間に限定した定期券や、庄内交通[81]や江若交通[82]のように平日のみ利用可能な定期券、さらにはホリデーアクトパス（西鉄バス）のような土休日限定で利用可能な定期券も存在する。
- 福島交通では、土・日曜日・祝日と平日の10 - 17時にバスを降車する場合に限り、一般路線バス（市町村生活バスを除く）全線で乗車可能な専用定期券「おでかけノルカ(旧:ショッピングパス)」を発売している。全線定期券とほぼ同趣旨の定期券であるが、利用範囲が比較的限定されている点が差異として挙げられる。また、同社の通勤バス定期券を同じ職場などの団体が5名以上で購入する場合、元来の定期券代からさらに5%以上割り引かれる「NORUCAグリーン定期券」が発売される[83]。

### その他の定期乗車券
2006年7月限定で平成筑豊鉄道は1か月分の定期乗車券などが当たる懸賞つき定期乗車券を発売していた。

## 定期乗車券の発売

### JR
主に東日本旅客鉄道（JR東日本）での例を挙げる。

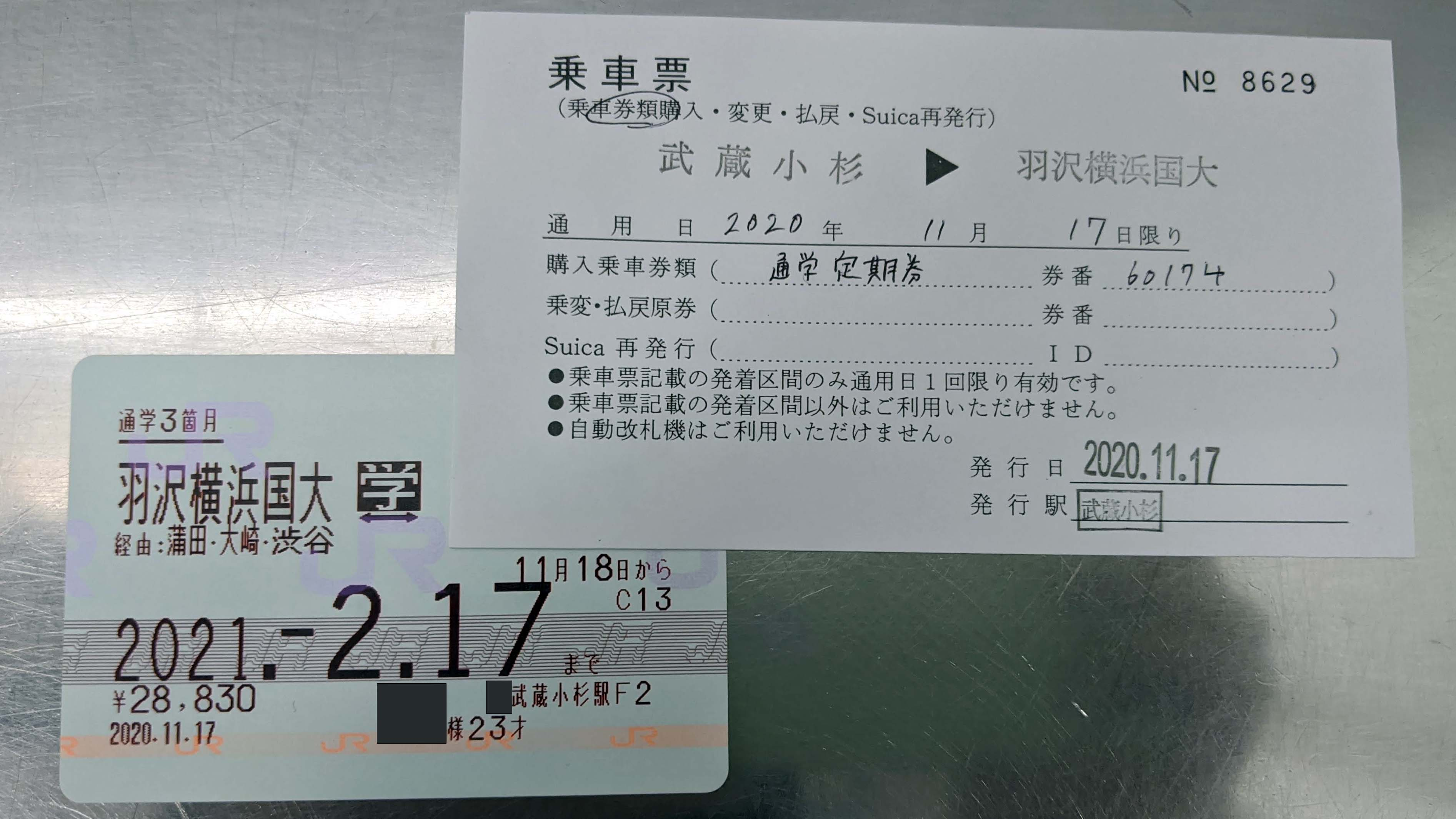
JR東日本の定期券を発売していない駅からの定期券を購入するために隣接駅に行く際に発行された乗車票と購入した定期券。

「みどりの窓口」、指定席券売機、多機能券売機で発売している。特に年度始めに初めて購入する通学定期券（新規・継続とも）は、学校からの証明書の提出あるいは提示が必要になるため、原則として有人のみどりの窓口でしか扱えないが、係員が証明書を確認した後に自動券売機の設定を切り替えて発売する場合もある。これらの窓口や機器が設置されていない無人駅や業務委託駅からの定期券を購入する場合、最寄りの窓口や機器のある駅で発売することになっている。
JR東日本のアプリ「モバイルSuica」やJR西日本のアプリ「モバイルICOCA」では窓口に出向かなくても定期券の購入ができる。
北海道旅客鉄道（JR北海道）では、石北本線西留辺蘂駅 - 網走駅間と、釧網本線網走駅 - 緑駅間でスマートフォンアプリ「バスもり！」を利用した定期券が発売されている。通学定期券は、事前に学校事務に申し込むことで証明書の提出を省略して購入できる。約140キロメートルの当該区間に有人駅が3駅（北見駅、網走駅、知床斜里駅）しかないことから、駅窓口に出向かずアプリの操作のみでクレジットカードやコンビニ決済の可能な本システムが導入された。

### 私鉄・地下鉄
発売拠点については、主要駅の定期券発売所に集約されている（特に都市部の大手私鉄や地下鉄。ただ、名古屋鉄道や遠州鉄道のように全ての有人駅で発売しているケースや、小田急電鉄や阪急電鉄などのように、全駅に定期券（ただし、通勤定期や年度内の継続通学定期に限る）を発売可能な自動券売機を設置しているケースもある。
このため、定期券を発売していない駅からの定期券や、JR同様に、年度始めに新規を含めて初めて購入する通学定期券を購入する場合、乗車駅から発売駅までの普通乗車券（あるいは定期券購入専用の乗車券）を購入した上で乗車券に証明を受け、定期券発売窓口で定期券の購入時に発売駅までの乗車券を払い戻してもらい、帰りの無料乗車券（乗車票）を受取って乗車駅まで戻る形となる。
PASMO導入事業者では「モバイルPASMO」を利用して窓口に出向かなくても鉄道やバスの定期券購入ができる。

### バス
バス会社の営業所（車庫）、バスターミナルなどの案内所で発売されている。運賃箱に定額定期券の発行機能がある都営バスや、事前に乗車便を指定する形での予約発売など、バス車内で購入可能な事業者も存在する。
京王バス（京王電鉄）や小田急バス（小田急電鉄）のように、系列の鉄道会社の定期券発売窓口や券売機で発売することもある。西鉄バス北九州では、西鉄グループ内のスーパーマーケットであるスピナでも発売している。
また、他事業者の出札窓口や駅前の商店に自社定期券の発売を委託している事業者もあるが、この場合購入出来る定期券の種類に制約がある場合もある。

## 定期乗車券の払い戻し
- 不要になった定期券は発売窓口で手続きをすることによって払い戻しを受けることが出来る。
  - 払い戻しの場合、定期券の残日数に応じた払い戻し額から手数料を引いて払い戻しされる。残日数(有効期限が1か月以内など)によっては払い戻しがない場合がある。
  - ただし、利用区間の変更によって定期券を買い直した場合、窓口で新たに購入した定期券を提示することによって残日数が1か月未満の場合でも払い戻しを受けることが出来る場合がある。
- 1週間以上路線が不通になった時は手数料の差し引き無しで購入時の全額を返金することができる。
- 定期券の有効期限を前に対象となる交通機関が廃止や大幅な減便により定期券を使用出来なくなった場合、窓口でその旨を伝えると手数料なしで払い戻しに応じる事がある。
  - また、自然災害やストライキなどの理由により全便が運休となった場合、運休期間分のみの払い戻しに応じる場合もある。

## 定期回数券
1か月の定期券を約50枚の回数券方式にした形態の定期券である。降車時に使用者名が記載された表紙を乗務員に提示して、1回分の券面を切り取って運賃箱に投入する。通常の定期乗車券と異なり利用回数に制限を設けており、回数乗車券と異なり使用者以外の利用に制限を設けているのが特徴。
京阪バス（2010年5月31日までで券種廃止）の一部区間や近江鉄道で発行されている。従来は廃止前の京阪宇治交通の一部区間、鉄道では廃止前の屋島登山鉄道や、比叡山鉄道でも発行されていた。
このほか、複数のバス会社が少数の便を運行しているが共通乗車の扱いがなされていない区間で、学生の利便のため通学定期券に相当する氏名記載の表紙を持つ定期回数券のみ、共通乗車用に発行した事例がある。（例 古川駅 - 吉岡間の国道4号線一般道を走っていた 国鉄バス（当時）古川線の一部・宮城交通（当時）相互での発行）

## 分割購入
乗車券を購入する場合、運賃に距離逓減制を採用している場合には乗車券の分割購入を行うと全区間非分割の運賃（通しの運賃）より通常は高くなる。しかし、経路の一部区間に割安の特定運賃を採用している場合や、便宜的に一定の距離区間の定期運賃額を同一としている場合においては、全区間を分割しないで購入するよりも特定の地点で分割して購入する方が運賃計算上割安になる事例が存在する（非分割の場合は全区間で特定運賃が非適用になったり、割高の価格帯で算出されることがある）。
大都市近郊のJRにおいて、競合する私鉄が存在する区間（特定運賃区間）とそれ以外の区間を通して移動する場合に、特定運賃区間分とそれ以外の区間分に分けた運賃の合算の方が全区間を分割しないで乗車券を購入するよりも安い場合が多数あり、上記の事例として挙げられる。また、JRの定期運賃の算出は表引き方式であるが、便宜的に一定の距離区間の定期運賃額を同一としている場合があり、その価格帯にあるキロ数のもっとも多い区間同士で分割した場合に、それらを合算した場合の定期運賃額より低廉になる場合があり、同じく上記の事例として挙げられる。
分割購入は合法的であり、規約に反せず、かつ利用者も割安となる手法であるが、分割地点を必ず経由する必要があることから、突発的な状況により選択された経路を経由できない場合では別途通常運賃を要することとなる。
Suica・ICOCA・PASMOなどのIC乗車券では2枚以上の定期券情報を載せることが可能であり、特にSuica・ICOCAでは上記のような区間を分割しての購入が可能である。また、1枚で発行できない経路（T・Y・X状になる）であれば、二区間定期券という形で発行が可能である。
ただし、一部区間に長期間の不通が生じた場合など、分割購入していると不利益を被るリスクもある。
これとは逆に、バスにおいて全線定期乗車券を発行している事業者では分割購入を使用しない方が安くなる場合もある。一例を挙げると、A地点 - B地点までバス、B地点 - C地点まで鉄道、C地点 - D地点までバスを利用するとする。この場合、バスの全線定期乗車券の利用範囲にA地点 - B地点およびC地点 - D地点の両方が含まれていれば各地点間の定期券の分割購入よりも全線定期券の購入が安くなる事例も地区により発生している。

### 二区間定期券
主に、次のようなパターンがある。
- 経路がT字・Y字型（すなわち、二股に別れる）になる。（例：戸塚 - 藤沢、大船 - 鎌倉）
- 通学・通勤定期券を一葉化したもの。（例：通学：戸塚 - 藤沢、通勤：戸塚 - 横浜。自宅：戸塚、学校：藤沢、アルバイト先：横浜のように逆方面だった場合。）
- 通勤定期券同士を一葉化したもの。（例：通勤：戸塚 - 藤沢、通勤：戸塚 - 横浜。会社の指示や、兼職で、勤め先が逆方面だった場合など。）

運賃は、一枚ずつ分割で持った場合と同じ、すなわち合算額である。
T字経路の場合、例えば、上記の場合、発券できる区間の組み合わせとして、(1)戸塚 - 藤沢+大船 - 鎌倉、(2)戸塚 - 鎌倉+大船 - 藤沢、(3)鎌倉 - 藤沢+大船 - 戸塚の3通りがある。それぞれの組み合わせの運賃は、通勤1か月の場合、(1)6930+5350=12280 (2)6300+5350=11650 (3)5670+4730=10400 となるが、運賃の高低に関わらず旅客が希望した組み合わせで発券される。原則として計算方式は合算方式である。
西武鉄道は、西武線豊島園および西武池袋線中村橋以西（西武狭山線および西武秩父線ならびに西武新宿線小平 - 本川越間を含む）から練馬 - 池袋を挟む東京メトロ線の新大塚以東＜丸ノ内線＞・東池袋以東＜有楽町線＞・雑司が谷以南＜副都心線＞ならびに東急線の渋谷以南/以西のいずれかの区間の定期券で練馬を分岐駅として練馬 - 池袋間を西武有楽町線小竹向原駅経由東京メトロ有楽町線（副都心線）と西武池袋線の双方を利用できる2区間定期券（特殊連絡定期券）の「だぶるーと」と、高田馬場を分岐駅に、西武線下落合以西 - 西武新宿とJR高田馬場 - 新大久保以南のJR線新宿方面との組み合わせとなる2区間定期「Oneだぶる」を発売している。
なお、「だぶるーと」は、合算方式ではない。なお、「だぶるーと」の場合、券面に表示される区間は西武線豊島園または西武線中村橋以西 - 西武池袋と西武線練馬 - 新大塚以東＜丸ノ内線＞・東池袋以東＜有楽町線＞・雑司が谷以南＜副都心線＞・渋谷以南＜東急東横線＞/以西＜東急田園都市線＞のいずれか（西武有楽町線小竹向原経由東京メトロ線・東急線）となる。
東武鉄道でも、東武東上線朝霞以西から和光市 - 池袋間を挟む東京メトロ線の新大塚以東＜丸ノ内線＞・東池袋以東＜有楽町線＞・雑司が谷以南＜副都心線＞のいずれかの区間の定期券で、和光市を分岐駅とし和光市 - 池袋間を東武東上線と東京メトロ有楽町線（副都心線）の双方を利用できる2区間定期券「二東流」を発売している。なお、券面に表示される区間は、朝霞以西 - 東武線池袋とメトロ線和光市 - （新大塚以東・東池袋以東・雑司が谷以南のいずれか）となる。
小田急電鉄では、東北沢以西から代々木上原を分岐駅として、東京メトロ各駅発着区間を代々木上原から東京メトロ千代田線を経由する区間または小田急線新宿を経由する区間の双方を利用できる2区間定期券を「小田急・東京メトロ PASMO 二区間定期券」の名称で2016年3月26日から発売している。なお、券面には東北沢以西 - 東京メトロ各駅 [代々木上原 - 新宿間乗降可能]と表記される。
JR東日本は、区間の特定はなく発売している。なお、2012年3月17日より、Suicaでの発売を開始し、さらに、連絡会社線を最大2社まで絡めて発売する。
JR西日本は、ICOCAのみで、ICOCAエリア内完結で、連絡会社線の絡まない経路を発売する。